# Bỉ
Bỉ (tiếng Hà Lan: België [ˈbɛlɣijə] ⓘ; tiếng Pháp: Belgique [bɛlʒik] ⓘ; tiếng Đức: Belgien [ˈbɛlɡi̯ən] ⓘ; tiếng Anh: Belgium), tên chính thức là Vương quốc Bỉ, là một quốc gia có chủ quyền tại Tây Âu. Bỉ có biên giới với Pháp, Hà Lan, Đức, Luxembourg, và có bờ biển ven biển Bắc. Đây là một quốc gia có diện tích nhỏ, mật độ dân số cao, dân số khoảng 11 triệu người. Bỉ thuộc cả hai vùng văn hoá châu Âu German và châu Âu Latinh, với hai nhóm ngôn ngữ chính: Tiếng Hà Lan hầu hết được nói tại cộng đồng người Vlaanderen, đây là bản ngữ của 59% dân số; tiếng Pháp hầu hết được nói trong cư dân vùng Wallonie và là bản ngữ của khoảng 40% dân số; ngoài ra có khoảng 1% dân số là người nói tiếng Đức.
Về mặt lịch sử, Bỉ nằm tại một khu vực được gọi là Các vùng đất thấp (Nederlanden), lớn hơn một chút so với liên minh Benelux hiện nay. Khu vực này được gọi là Belgica trong tiếng Latinh theo tên tỉnh Gallia Belgica của La Mã (Roma). Từ cuối thời Trung cổ cho đến thế kỷ XVII, khu vực Bỉ là một trung tâm thương nghiệp và văn hoá thịnh vượng và có tính chất thế giới. Từ thế kỷ XVI cho đến khi Bỉ độc lập từ Hà Lan bằng Cách mạng Bỉ vào năm 1830, khu vực này trở thành chiến trường giữa các cường quốc chính tại châu Âu, do đó được mệnh danh là "Chiến trường của châu Âu", danh tiếng này được củng cố trong hai thế chiến của thế kỷ XX.
Ngày nay, Bỉ theo chế độ quân chủ lập hiến liên bang, có một hệ thống nghị viện. Quốc gia này được chia thành ba vùng và ba cộng đồng tồn tại cạnh nhau. Hai vùng lớn nhất là Vlaanderen tại miền bắc có cư dân nói tiếng Hà Lan, và Wallonie tại miền nam có hầu hết dân chúng nói tiếng Pháp. Vùng Thủ đô Bruxelles có quy chế song ngữ chính thức, và được vùng Vlaanderen bao quanh. Cộng đồng nói tiếng Đức nằm tại miền đông Wallonie. Các xung đột về đa dạng ngôn ngữ và chính trị liên quan tại Bỉ được phản ánh trong lịch sử chính trị và hệ thống quản lý phức tạp tại đây, với sáu chính quyền khác nhau.
Bỉ tham gia cách mạng công nghiệp, và trong thế kỷ XX từng sở hữu một số thuộc địa tại châu Phi. Nửa sau thế kỷ XX có dấu ấn là gia tăng căng thẳng giữa các công dân nói tiếng Hà Lan và nói tiếng Pháp, được thúc đẩy do khác biệt về ngôn ngữ và văn hoá cũng như phát triển kinh tế không đồng đều của Vlaanderen và Wallonie. Sự đối lập liên tục này dẫn đến một vài cải cách sâu rộng, kết quả là chuyển đổi Bỉ từ một nhà nước đơn nhất sang nhà nước liên bang trong giai đoạn từ 1970 đến 1993. Bất chấp các cải cách này, căng thẳng giữa các nhóm vẫn tồn tại; chủ nghĩa ly khai có quy mô đáng kể tại Bỉ, đặc biệt là trong cộng đồng Vlaanderen; tồn tại pháp luật về ngôn ngữ gây tranh luận trong các khu tự quản đa ngôn ngữ.
Bỉ là một trong sáu quốc gia sáng lập của Liên minh châu Âu, và là nơi đặt trụ sở của Ủy ban châu Âu, Hội đồng Liên minh châu Âu, Hội đồng châu Âu và Nghị viện châu Âu và nhiều tổ chức quốc tế lớn khác. Bỉ cũng là một thành viên sáng lập của Khu vực đồng euro, NATO, OECD và WTO, và là bộ phận của Liên minh Benelux và Khu vực Schengen. Bỉ là một quốc gia phát triển, có kinh tế thu nhập cao với trình độ tiên tiến, và được phân loại là "rất cao" trong chỉ số phát triển con người.

## Tên gọi
Tên gọi của nước Bỉ trong tiếng Việt bắt nguồn từ tên gọi của nước Bỉ trong tiếng Trung. Trong tiếng Trung nước Bỉ được gọi là "比利時" (Bǐlìshí, âm Hán Việt: Bỉ Lợi Thời). Tên gọi "Bỉ" trong tiếng Việt là gọi tắt của "Bỉ Lợi Thời". Tiếng Việt cuối thế kỷ 19 còn phiên âm địa danh này là Bắc Lợi Thì.
Quốc hiệu nước Bỉ (tiếng Hà Lan: België [ˈbɛlɣijə] ⓘ; tiếng Pháp: Belgique [bɛlʒik] ⓘ; tiếng Đức: Belgien [ˈbɛlɡi̯ən] ⓘ) bắt nguồn từ Gallia Belgica, tên gọi của một tỉnh của La Mã ở phần cực bắc của Gallia nơi người Belgae sinh sống.

## Lịch sử

### Tiền độc lập
Trước khi người La Mã (Roma) xâm chiếm khu vực vào năm 100 TCN, đây là nơi cư trú của người Belgae, pha trộn giữa các dân tộc Celt và German. Các bộ lạc Frank thuộc nhóm German dần di cư đến trong thế kỷ V, đưa khu vực vào phạm vi cai trị của các quốc vương Meroving. Thay đổi từng bước về quyền lực trong thế kỷ VIII khiến vương quốc của người Frank phát triển thành Đế quốc Caroling.
Hiệp ước Verdun năm 843 phân chia khu vực giữa Trung Frank và Tây Frank, khu vực này trở thành một tập hợp các thái ấp có tính độc lập ít nhiều, và là chư hầu của Quốc vương Pháp hoặc của Hoàng đế La Mã Thần thánh. Nhiều thái ấp trong số này thống nhất thành Nederlanden thuộc Bourgogne trong các thế kỷ XIV và XV.
Hoàng đế Karl V mở rộng liên minh cá nhân của Mười bảy tỉnh trong thập niên 1540, khiến nó vượt xa khỏi một liên minh cá nhân theo sắc lệnh năm 1549 và gia tăng ảnh hưởng của ông đối với Lãnh địa Thân vương-Giám mục Liège.
Chiến tranh Tám mươi Năm (1568–1648) phân chia Các Vùng đất thấp thành Các tỉnh Liên hiệp (Belgica Foederata trong tiếng Latin, "Nederlanden Liên bang") và Miền Nam Nederlanden (Belgica Regia, "Nederlanden Hoàng gia"). Miền Nam Nederlanden nằm dưới quyền cai trị liên tiếp của gia tộc Habsburg Tây Ban Nha và Habsburg Áo, bao gồm hầu hết lãnh thổ nay là Bỉ. Đây là chiến trường trong hầu hết chiến tranh Pháp-Tây Ban Nha và Pháp-Áo vào thế kỷ XVII-XVIII.
Sau các chiến dịch trong năm 1794 của Chiến tranh Cách mạng Pháp, Đệ Nhất Cộng hòa Pháp sáp nhập Các vùng đất thấp, kể cả các lãnh thổ chưa từng do gia tộc Habsburg cai trị trên danh nghĩa như Lãnh địa Thân vương-Giám mục Liège, kết thúc quyền cai trị của Áo trong khu vực. Các vùng đất thấp thống nhất thành Vương quốc Liên hiệp Hà Lan (Nederlanden) khi Đệ Nhất Đế chế Pháp giải thể vào năm 1815 sau thất bại của Napoléon Bonaparte.

### Độc lập

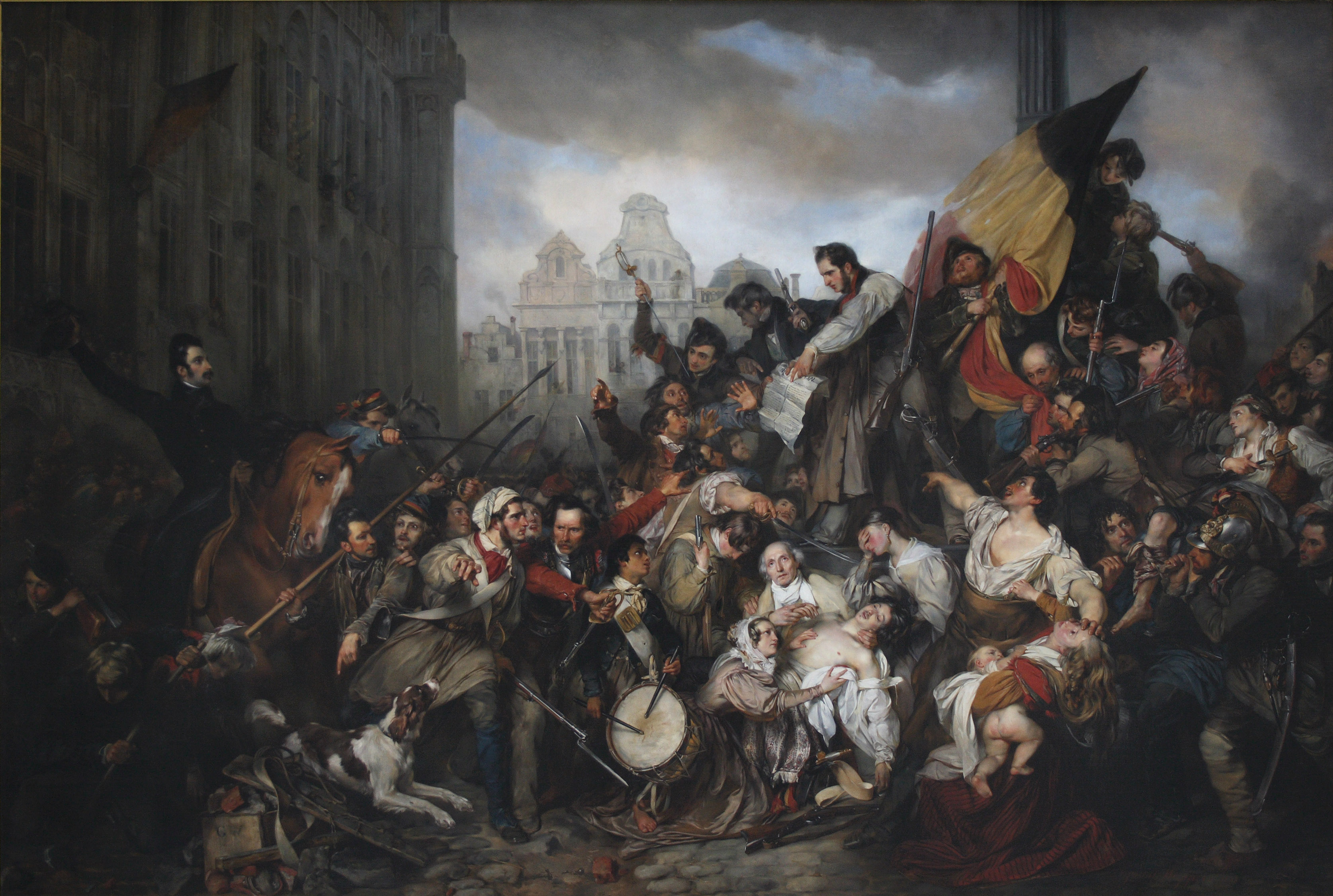
Tranh miêu tả Cách mạng Bỉ 1830 của Gustaf Wappers

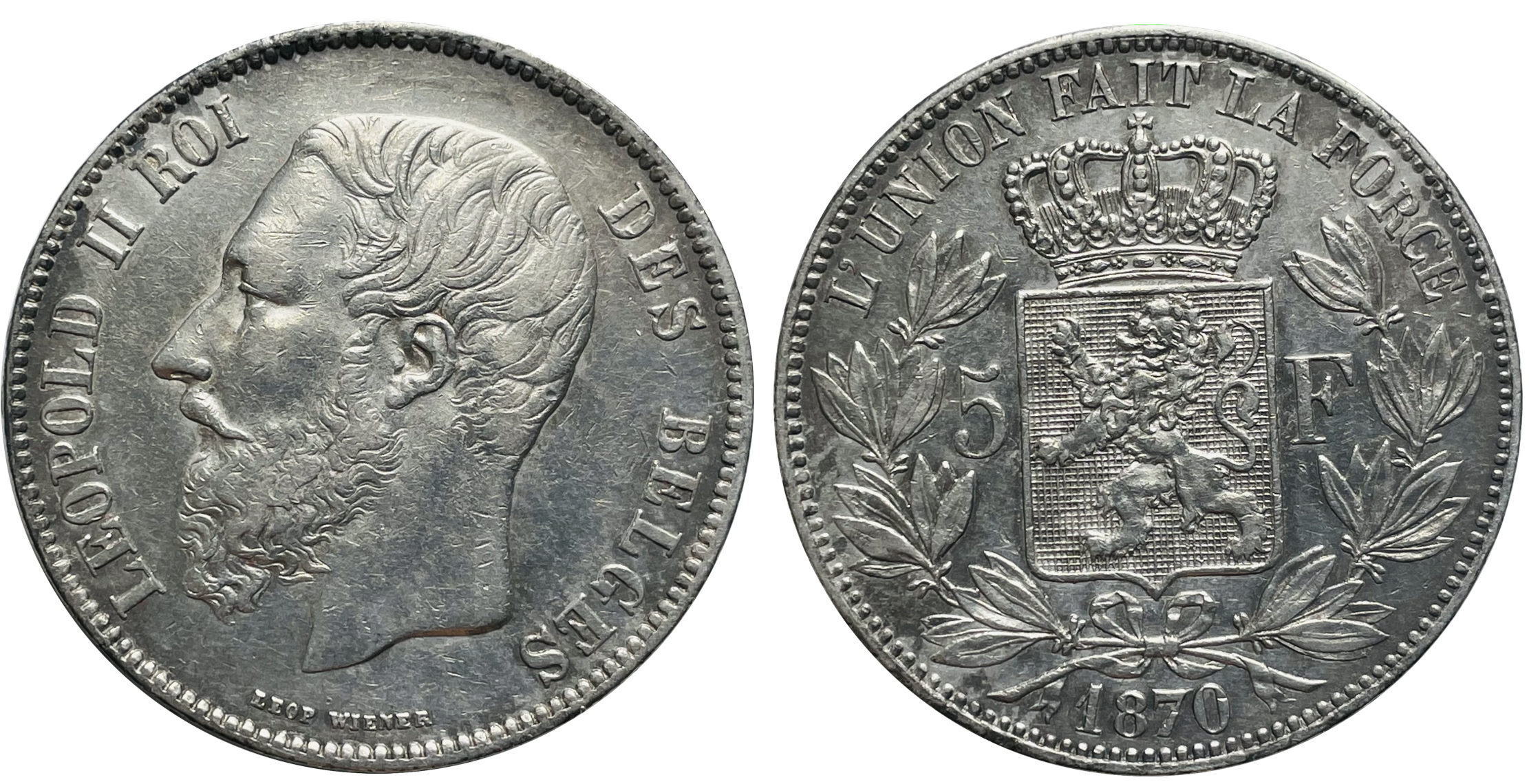
5 franc bạc của Bỉ, với chân dung vua Leopold II, đúc 1870

Năm 1830, Cách mạng Bỉ dẫn đến các tỉnh miền nam ly khai khỏi Hà Lan và hình thành quốc gia Bỉ độc lập theo Công giáo và nằm dưới quyền giai cấp tư sản, có ngôn ngữ chính thức là tiếng Pháp, và trung lập.
Leopold I đăng cơ làm quốc vương vào ngày 21 tháng 7 năm 1831, ngày này hiện là ngày quốc khánh Bỉ, kể từ đó Bỉ theo chế độ quân chủ lập hiến và dân chủ nghị viện, có hiến pháp thế tục dựa theo bộ luật Napoléon. Quyền bầu cử vào lúc đầu bị hạn chế, song nam giới được cấp quyền phổ thông đầu phiếu sau tổng đình công năm 1893, còn với nữ giới là vào năm 1949.
Các chính đảng chủ yếu trong thế kỷ XIX là Đảng Công giáo và Đảng Tự do, còn Công đảng xuất hiện vào cuối thế kỷ XIX. Tiếng Pháp lúc đầu là ngôn ngữ chính thức duy nhất, ngôn ngữ này được giai cấp quý tộc và tư sản chấp thuận. Tuy nhiên, tiếng Pháp dần để mất tầm quan trọng về tổng thể từ khi tiếng Hà Lan cũng được công nhận. Sự công nhận này được chính thức hoá vào năm 1898 và đến năm 1967 thì Quốc hội chấp nhận một phiên bản tiếng Hà Lan của Hiến pháp.
Hội nghị Berlin 1885 nhượng quyền kiểm soát Nhà nước Tự do Congo cho Quốc vương Leopold II với tư cách là tài sản cá nhân của ông. Từ khoảng năm 1900 quốc tế gia tăng quan tâm về đối xử khắc nghiệt và dã man đối với cư dân Congo dưới quyền Leopold II, đối với ông Congo chủ yếu là một nguồn thu nhập từ ngà voi và cao su. Năm 1908, những phản đối này khiến nhà nước Bỉ đảm nhận trách nhiệm cai trị thuộc địa, từ đó lãnh thổ này được gọi là Congo thuộc Bỉ.
Đức xâm chiếm Bỉ vào tháng 8 năm 1914, động thái này nằm trong Kế hoạch Schlieffen nhằm tấn công Pháp, và hầu hết giao tranh trên Mặt trận phía Tây trong Chiến tranh thế giới thứ nhất diễn ra tại miền tây của Bỉ. Bỉ nắm quyền kiểm soát các thuộc địa Ruanda-Urundi của Đức (nay là Rwanda và Burundi) trong chiến tranh, và đến năm 1924 Hội Quốc Liên uỷ thác chúng cho Bỉ. Sau Chiến tranh thế giới thứ nhất, Bỉ sáp nhập các huyện Eupen và Malmedy của Phổ vào năm 1925, đây là nguyên nhân xuất hiện một thiểu số nói tiếng Đức trong nước.
Người Đức lại xâm chiếm Bỉ vào tháng 5 năm 1940, và 40.690 người Bỉ bị giết trong cuộc chiếm đóng và nạn diệt chủng sau đó, hơn một nửa trong số đó là người Do Thái. Đồng Minh tiến hành giải phóng Bỉ từ tháng 9 năm 1944 đến tháng 2 năm 1945. Sau Chiến tranh thế giới thứ hai, một cuộc tổng đình công buộc Quốc vương Leopold III phải thoái vị vào năm 1951, do nhiều người Bỉ cảm thấy ông đã cộng tác với Đức trong chiến tranh. Congo thuộc Bỉ giành độc lập vào năm 1960 trong Khủng hoảng Congo; Ruanda-Urundi tiếp bước độc lập hai năm sau đó. Bỉ gia nhập NATO với tư cách thành viên sáng lập, và thành lập nhóm Benelux cùng Hà Lan và Luxembourg.
Bỉ trở thành một trong sáu thành viên sáng lập của Cộng đồng Than Thép châu Âu vào năm 1951 và của Cộng đồng Năng lượng nguyên tử châu Âu và Cộng đồng Kinh tế châu Âu thành lập năm 1957. Bỉ hiện là nơi đặt trụ sở các cơ quan hành chính và tổ chức chủ yếu của Liên minh châu Âu, như Ủy ban châu Âu, Hội đồng Liên minh châu Âu cùng các phiên họp đặc biệt và uỷ ban của Nghị viện châu Âu.

## Địa lý

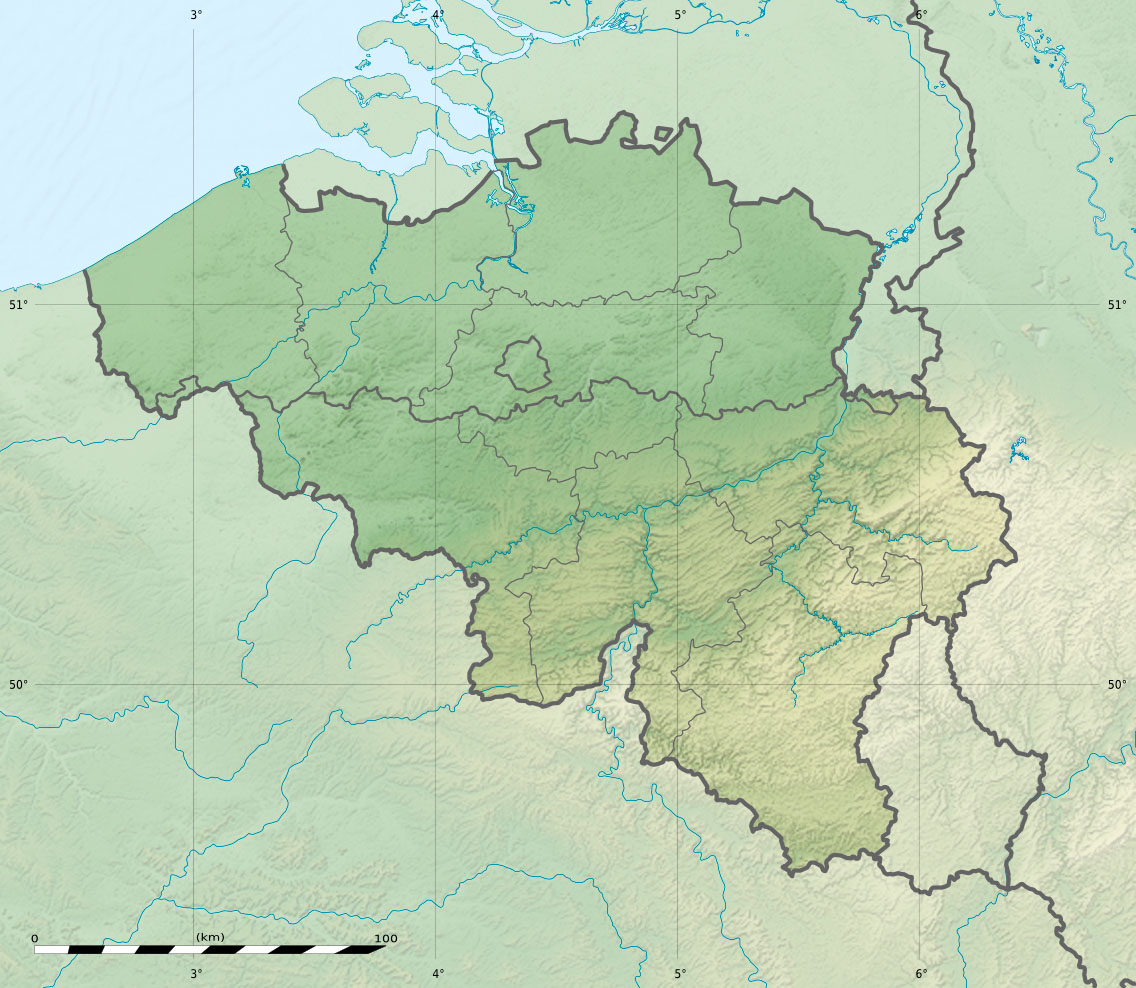
Bản đồ địa hình Bỉ

Bỉ có biên giới với Pháp (620 km), Đức (167 km), Luxembourg (148 km) và Hà Lan (450 km). Tổng diện tích là 30.528 km², trong đó diện tích đất là 30.278 km². Lãnh thổ Bỉ giới hạn giữa vĩ tuyến 49°30 và 51°30 Bắc, giữa kinh tuyến 2°33 và 6°24 Đông.
Bỉ có ba vùng địa lý chính; đồng bằng duyên hải nằm tại tây bắc và cao nguyên trung tâm đều thuộc bồn địa Anh-Bỉ, còn vùng cao Ardenne tại đông nam thuộc vành đai kiến tạo sơn Hercynia. Ngoài ra, bồn địa Paris vươn tới một khu vực nhỏ tại mũi cực nam của Bỉ, gọi là Lorraine thuộc Bỉ.

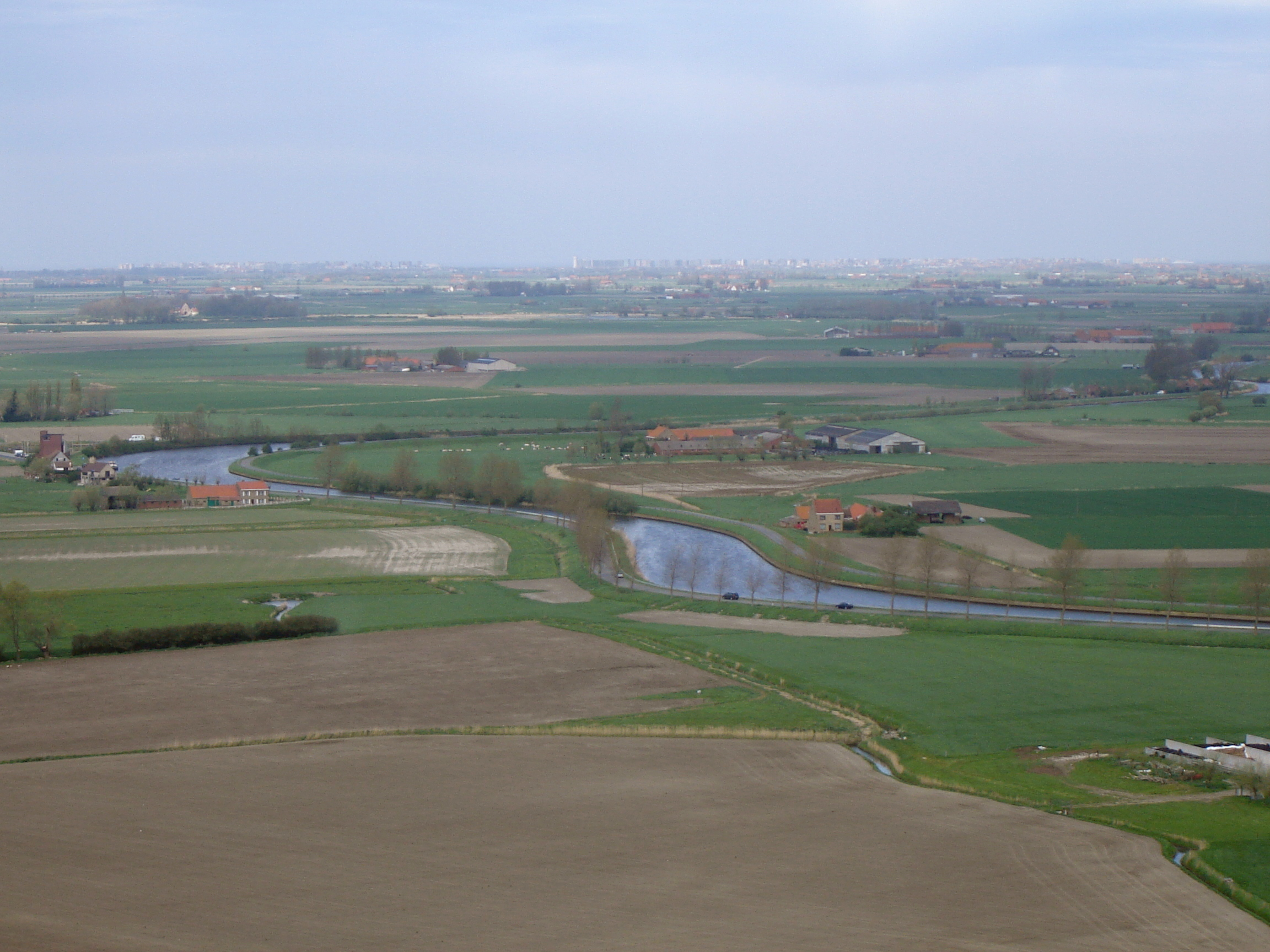
Đất cải tạo dọc sông Yser

Đồng bằng ven biển gồm chủ yếu là các đụn cát và đất quai đê. Vùng nội lục sâu hơn có cảnh quan bằng phẳng và dần cao lên, có nhiều sông chảy qua, với các thung lũng phì nhiêu và đồng bằng nhiều cát Campine (Kempen) tại đông bắc. Các vùng đồi và cao nguyên có rừng rậm rạp thuộc khu vực Ardenne có địa hình gồ ghề và nhiều đá hơn, với các hang động và hẻm núi nhỏ. Ardenne trải dài về phía tây sang Pháp, còn về phía đông nối liền đến Eifel tại Đức qua cao nguyên Hautes Fagnes/Hohes Venn, trên đó có đỉnh Signal de Botrange cao nhất Bỉ với độ cao 694 m.
Bỉ thuộc vùng khí hậu đại dương, có lượng mưa đáng kể trong tất cả các mùa (phân loại khí hậu Köppen: Cfb), giống như hầu hết phần tây bắc châu Âu. Nhiệt độ trung bình thấp nhất là trong tháng 1 với 3 °C, và cao nhất là trong tháng 7 với 18 °C. Lượng giáng thủy trung bình tháng dao động từ 54 mm vào tháng 2 và tháng 4 đến 78 mm vào tháng 7. Tính trung bình trong giai đoạn 2000-2006, nhiệt độ thấp nhất trong ngày là 7 °C và cao nhất là 14 °C, còn lượng mưa hàng tháng là 74 mm; lần lượt cao hơn khoảng 1 °C và 10 mm so với các giá trị bình thường của thế kỷ trước.
Về địa lý thực vật, Bỉ nằm giữa các tỉnh châu Âu Đại Tây Dương và Trung Âu thuộc khu vực Circumboreal trong giới Boreal. Theo Quỹ Quốc tế Bảo vệ Thiên nhiên, lãnh thổ Bỉ thuộc vùng sinh thái rừng hỗn hợp Đại Tây Dương. Do Bỉ có mật độ dân số cao, công nghiệp hoá và có vị trí tại trung tâm của Tây Âu, nên quốc gia này vẫn phải đối diện với một số vấn đề về môi trường. Tuy nhiên, do các nỗ lực kiên định của các cấp chính quyền, nên tình trạng môi trường tại Bỉ dần được cải thiện. Hơn thế, Bỉ còn là một trong các quốc gia có tỷ lệ tái chế chất thải cao nhất tại châu Âu, đặc biệt là vùng Vlaanderen có tỷ lệ phân loại chất thải cao nhất châu lục. Gần 75% chất thải sinh hoạt được tái sử dụng, tái chế hoặc dùng làm phân bón.

### Các tỉnh
Lãnh thổ Bỉ được phân thành ba vùng, trong đó vùng Vlaanderen và vùng Wallonie được chia tiếp thành các tỉnh; riêng vùng Thủ đô Bruxelles không phải là một tỉnh hoặc là một phần của tỉnh nào.
| Tỉnh            | Tên tiếng Hà Lan | Tên tiếng Pháp      | Tên tiếng Đức      | Thủ phủ                                                                | Thành phố lớn nhất                                                     | Diện tích (km²) | Dân số (1/1/2016) |
| --------------- | ---------------- | ------------------- | ------------------ | ---------------------------------------------------------------------- | ---------------------------------------------------------------------- | --------------- | ----------------- |
| Antwerpen       | Antwerpen        | Anvers              | Antwerpen          | Antwerpen (tiếng Hà Lan: Antwerpen) (tiếng Pháp: Anvers)               | Antwerpen (tiếng Hà Lan: Antwerpen) (tiếng Pháp: Anvers)               | 2.860           | 1.824.136         |
| Oost-Vlaanderen | Oost-Vlaanderen  | Flandre-Orientale   | Ostflandern        | Gent (tiếng Hà Lan: Gent) (tiếng Pháp: Gand)                           | Ghent (tiếng Hà Lan: Gent) (tiếng Pháp: Gand)                          | 2.982           | 1.486.722         |
| Vlaams-Brabant  | Vlaams-Brabant   | Brabant flamand     | Flämisch Brabant   | Leuven (tiếng Pháp: Louvain) (tiếng Đức: Löwen)                        | Leuven (tiếng Pháp: Louvain)                                           | 2.106           | 1.121.693         |
| Hainaut         | Henegouwen       | Hainaut             | Hennegau           | Mons (tiếng Hà Lan: Bergen)                                            | Charleroi                                                              | 3.800           | 1.337.157         |
| Liège           | Luik             | Liège               | Lüttich            | Liège (tiếng Hà Lan: Luik) (tiếng Đức: Lüttich)                        | Liège (tiếng Hà Lan: Luik) (tiếng Đức: Lüttich)                        | 3.844           | 1.098.688         |
| Limburg         | Limburg          | Limbourg            | Limburg            | Hasselt                                                                | Hasselt                                                                | 2,414           | 863,425           |
| Luxembourg      | Luxemburg        | Luxembourg          | Luxemburg          | Arlon (tiếng Hà Lan: Aarlen) (tiếng Đức: Arel)                         | Arlon (tiếng Hà Lan: Aarlen) (tiếng Đức: Arel)                         | 4.443           | 280.327           |
| Namur           | Namen            | Namur               | Namur              | Namur (tiếng Hà Lan: Namen)                                            | Namur (tiếng Hà Lan: Namen)                                            | 3.664           | 489.204           |
| Walloon Brabant | Waals-Brabant    | Brabant wallon      | Wallonisch Brabant | Wavre (tiếng Hà Lan: Waver)                                            | Braine-l'Alleud (tiếng Hà Lan: Eigenbrakel)                            | 1.093           | 396.840           |
| West-Vlaanderen | West-Vlaanderen  | Flandre-Occidentale | Westflandern       | Brugge (tiếng Hà Lan: Brugge) (tiếng Pháp: Bruges) (tiếng Đức: Brügge) | Brugge (tiếng Hà Lan: Brugge) (tiếng Pháp: Bruges) (tiếng Đức: Brügge) | 3.151           | 1.181.828         |

## Chính trị
Bỉ có chế độ quân chủ lập hiến nghị viện liên bang. Nghị viện liên bang Bỉ gồm có một tham nghị viện (thượng viện) và chúng nghị viện (hạ viện). Thượng viện gồm có 50 thượng nghị sĩ được bổ nhiệm từ nghị viện của các cộng đồng và vùng, cùng 10 thượng nghị sĩ được bầu thêm. Trước năm 2014, hầu hết thành viên Thượng viện được bầu cử trực tiếp. 150 đại biểu của Hạ viện được bầu theo một hệ thống đại diện tỉ lệ từ 11 khu vực bầu cử. Bỉ quy định nghĩa vụ bầu cử và do đó duy trì tỷ lệ cử tri bỏ phiếu vào hàng cao nhất thế giới.
Quốc vương (hiện là Philippe) là nguyên thủ quốc gia, giữ chức Tổng tư lệnh Lực lượng vũ trang Bỉ. Ông bổ nhiệm các bộ trưởng cùng thủ tướng theo tín nhiệm của Hạ viện để hình thành chính phủ liên bang. Hội đồng Bộ trưởng gồm không quá 15 thành viên. Hội đồng Bộ trưởng phải gồm một số lượng cân bằng các thành viên nói tiếng Hà Lan và nói tiếng Pháp, thủ tướng có thể được ngoại lệ. Hệ thống tư pháp dựa trên dân luật và có nguồn gốc từ bộ luật Napoléon. Toà huỷ án (Cour de cassation) là toà án cấp cuối cùng, còn Toà chống án (Cour d'appel) dưới đó một cấp.

### Văn hoá chính trị

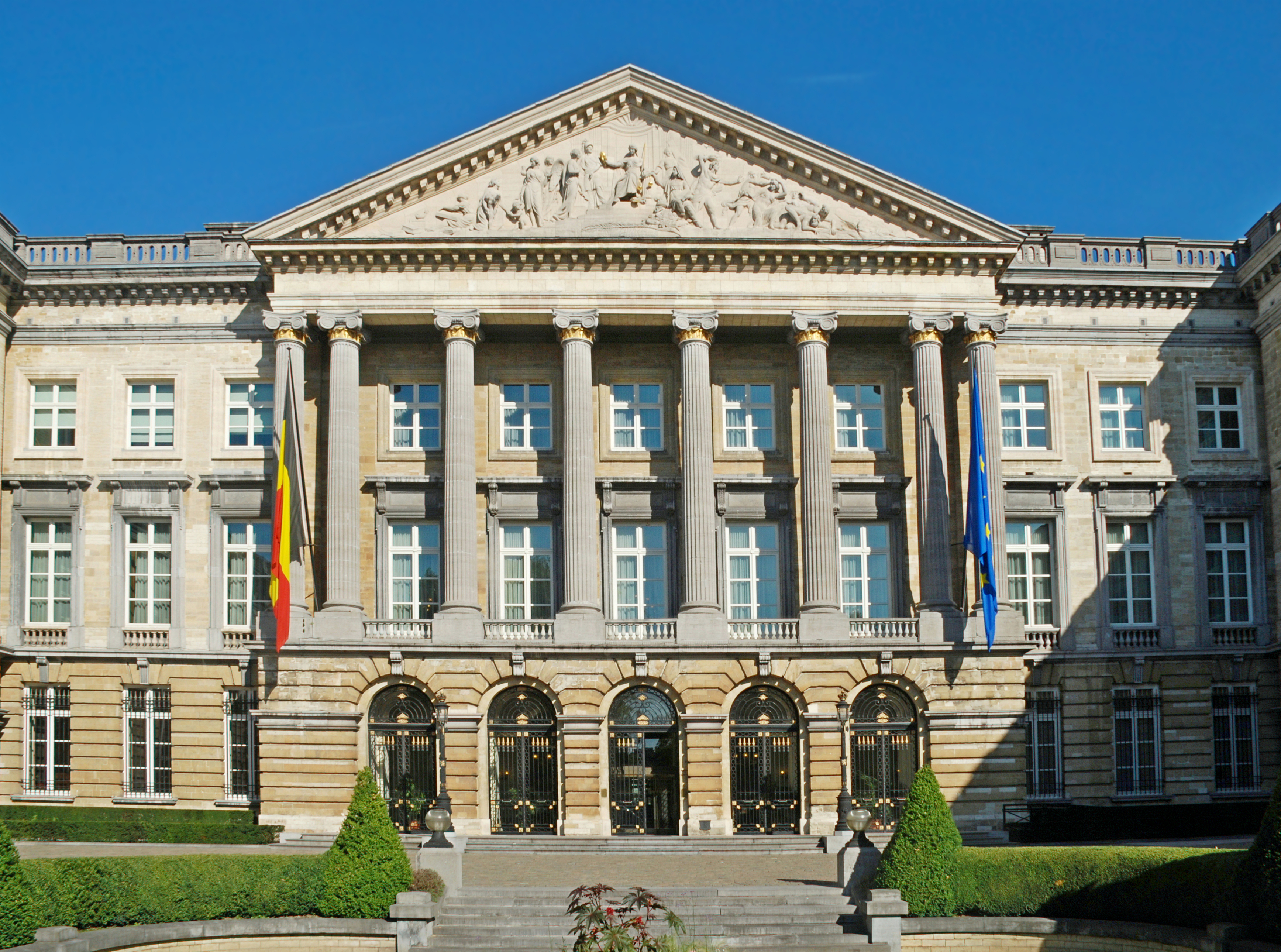
Nghị viện Liên bang Bỉ tại Bruxelles

Các thể chế chính trị tại Bỉ có tính phức tạp, hầu hết quyền lực chính trị được tổ chức xoay quanh nhu cầu đại diện cho các cộng đồng văn hoá chủ yếu.
Kể từ khoảng năm 1970, các chính đảng quốc gia quan trọng tại Bỉ bị phân chia thành các bộ phận riêng biệt, chủ yếu đại diện cho các lợi ích chính trị và ngôn ngữ của các cộng đồng tương ứng.
Các chính đảng chủ yếu trong mỗi cộng đồng gần với chính trị trung dung, song vẫn được phân thành ba nhóm chính: Dân chủ Cơ Đốc giáo, Tự do và Dân chủ Xã hội.
Các đảng đáng chú ý hơn phát triển mạnh từ giữa thế kỷ trước, chủ yếu xoay quanh chủ đề ngôn ngữ, dân tộc hay môi trường và gần đây có các đảng nhỏ hơn tập trung vào một số tính chất tự do riêng biệt.
Một chuỗi các chính phủ liên minh Dân chủ Cơ Đốc giáo tồn tại suốt từ năm 1958 đã bị phá vỡ vào năm 1999 sau khủng hoảng dioxin lần thứ nhất, đây là một vụ bê bối ô nhiễm thực phẩm quy mô lớn. Một "liên minh cầu vồng" xuất hiện từ sáu đảng: Tự do, Dân chủ Xã hội và Xanh của Vlaanderen và Pháp ngữ. Sau đó, một "liên minh tía" gồm lực lượng Tự do và Dân chủ Xã hội được hình thành sau khi các Đảng Xanh mất hầu hết ghế trong bầu cử năm 2003.
Chính phủ dưới quyền Thủ tướng Guy Verhofstadt từ năm 1999 đến năm 2007 đạt được cân bằng ngân sách, có một số cải cách thuế, một cải cách thị trường lao động, lên kế hoạch kết thúc sử dụng năng lượng hạt nhân và đưa ra khung pháp lý cho phép truy tố nghiêm ngặt hơn tội phạm chiến tranh và khoan dung hơn đối với sử dụng ma tuý nhẹ. Những giới hạn nhằm cản trở an tử được giảm bớt và đồng tính tuyến ái được hợp pháp hoá. Chính phủ thúc đẩy ngoại giao tích cực tại châu Phi và phản đối xâm chiếm Iraq. Đây là quốc gia duy nhất không có giới hạn tuổi về an tử.
Liên minh của Verhofstadt đạt được kết quả kém trong bầu cử vào tháng 6 năm 2007, và Bỉ lâm vào khủng hoảng chính trị trong hơn một năm. Nhiều nhà quan sát suy đoán cuộc khủng hoảng có thể khiến nước Bỉ bị phân chia. Từ 21 tháng 12 năm 2007 đến 20 tháng 3 năm 2008, chính phủ lâm thời của Verhofstadt nắm quyền. Sau đó, chính phủ mới dưới quyền Yves Leterme thuộc phe Dân chủ Cơ Đốc giáo Vlaanderen nhậm chức. Tuy nhiên, đến ngày 15 tháng 7 năm 2008, Leterme tuyên bố nội các từ chức vì không có tiến triển trong cải cách hiến pháp. Đến tháng 12 năm 2008, ông lại đề xuất từ chức trước quốc vương sau một cuộc khủng hoảng quanh việc bán Fortis cho BNP Paribas. Lần này, đề xuất từ chức của ông được chấp thuận và nhân vật cùng đảng là Herman Van Rompuy tuyên thệ làm thủ tướng vào ngày 30 tháng 12 năm 2008.
Sau khi Herman Van Rompuy được bổ nhiệm làm Chủ tịch Hội đồng châu Âu vào năm 2009, ông đề xuất được từ chức vào ngày 25 tháng 11 năm 2009. Ngay sau đó, chính phủ mới dưới quyền Thủ tướng Yves Leterme tuyên thệ. Đến ngày 22 tháng 4 năm 2010, Leterme lại đề xuất với quốc vương cho nội các của ông từ chức sau khi một đối tác là OpenVLD rút khỏi chính phủ, và được quốc vương chính thức chấp thuận vào ngày 26 tháng 4.
Bỉ tổ chức bầu cử nghị viện vào ngày 13 tháng 6 năm 2010, Đảng N-VA theo đường lối dân tộc chủ nghĩa Vlaanderen trở thành đảng lớn nhất tại Vlaanderen, còn Đảng Xã hội trở thành đảng lớn nhất tại Wallonie. Cho đến tháng 12 năm 2011, Bỉ nằm dưới quyền chính phủ tạm thời của Leterme do cuộc đàm phán nhằm thành lập chính phủ mới gặp bế tắc. Đến ngày 30 tháng 3 năm 2011, Bỉ lập kỷ lục thế giới về thời gian không có chính phủ chính thức. Đến tháng 12 năm 2011, chính phủ dưới quyền chính trị gia xã hội Wallonie Elio Di Rupo tuyên thệ nhậm chức.
Trong bầu cử liên bang năm năm 2014 (diễn ra đồng thời với bầu cử địa phương), kết quả là Đảng N-VA giành được nhiều cử tri hơn nữa, song liên minh cầm quyền (gồm các thế lực Dân chủ Xã hội, Tự do và Dân chủ Cơ Đốc giáo của Vlaanderen và Pháp ngữ) duy trì thế đa số vững chắc trong Nghị viện. Ngày 22 tháng 7 năm 2014, Quốc vương Philippe bổ nhiệm Charles Michel (MR) và Kris Peeters (CD&V) chỉ đạo thành lập nội các liên bang mới gồm các đảng N-VA, CD&V, Open Vld của Vlaanderen và MR của cộng đồng Pháp ngữ. Đây là lần đầu tiên N-VA nằm trong nội các liên bang, còn phía Pháp ngữ chỉ có MR là đại diện dù đảng này chiếm thế thiểu số tại Wallonie.

### Cộng đồng và vùng

Các cộng đồng:
Cộng đồng Vlaanderen / khu vực tiếng Hà Lan
Cộng đồng nói tiếng Pháp / khu vực nói tiếng Pháp
Cộng đồng nói tiếng Đức / khu vực nói tiếng Đức

Vùng:
Vùng Vlaanderen / khu vực tiếng Hà Lan
Bruxelles-Vùng thủ đô / khu vực song ngữ
Vùng Wallonie / các khu vực tiếng Pháp và Đức

Theo một tập quán có thể truy nguồn gốc từ thời các triều đình Bourgogne và Habsburg, trong thế kỷ XIX, cần phải biết tiếng Pháp nếu muốn thuộc về tầng lớp thượng lưu cai trị, và những người chỉ có thể nói tiếng Hà Lan trên thực tế là những công dân hạng hai. Đến cuối thế kỷ XIX, và tiếp tục sang thế kỷ XX, các phong trào Vlaanderen tiến triển nhằm phản đối tình trạng này.
Cư dân miền nam Bỉ nói tiếng Pháp hoặc các phương ngữ của tiếng Pháp, và hầu hết cư dân Bruxelles tiếp nhận tiếng Pháp làm ngôn ngữ thứ nhất của họ, song người Vlaanderen từ chối làm như vậy và từng bước thành công trong việc đưa tiếng Hà Lan trở thành một ngôn ngữ bình đẳng trong hệ thống giáo dục. Sau Chiến tranh thế giới thứ hai, chính trường Bỉ ngày càng chịu sự chi phối bởi quyền tự trị của hai cộng đồng ngôn ngữ chính. Xung đột giữa các cộng đồng nổi lên và hiến pháp được sửa đổi nhằm giảm thiểu tiềm năng xung đột.
Dựa trên bốn khu vực ngôn ngữ được xác định vào năm 1962–63 (tiếng Hà Lan, song ngữ, tiếng Pháp, tiếng Đức), hiến pháp quốc gia liên tục được sửa lại vào năm 1970, 1980, 1988 và 1993 nhằm tạo thành một hình thức nhà nước liên bang độc nhất với quyền lực chính trị tách biệt thành ba cấp:
1. Chính phủ liên bang đặt tại Bruxelles.
2. Ba cộng đồng ngôn ngữ:
  - Cộng đồng Vlaanderen (nói tiếng Hà Lan);
  - Cộng đồng Pháp (nói tiếng Pháp);
  - Cộng đồng nói tiếng Đức.
3. Ba vùng:
  - Vùng Vlaanderen, chia thành 5 tỉnh;
  - Vùng Wallonie, chia thành 5 tỉnh;
  - Vùng thủ đô Bruxelles.

Các khu vực ngôn ngữ theo hiến pháp sẽ xác định ngôn ngữ chính thức trong các khu tự quản của họ, cũng như giới hạn địa lý của các thể chế được cấp quyền về các công việc cụ thể. Mặc dù điều này cho phép có bảy nghị viện và chính phủ, song khi các cộng đồng và vùng được hình thành vào năm 1980, các chính trị gia Vlaanderen quyết định sáp nhập cả hai. Do đó người Vlaanderen chỉ có một thể chế cơ quan và chính phủ duy nhất được cấp quyền trong toàn bộ các vấn đề theo thẩm quyền.
Biên giới chồng chéo của các vùng và cộng đồng tạo ra hai nơi đặc biệt: Lãnh thổ Bruxelles-Vùng thủ đô (tồn tại sau các vùng khác gần một thập niên) thuộc cả hai cộng đồng Vlaanderen và Pháp, còn lãnh thổ của Cộng đồng nói tiếng Đức hoàn toàn nằm trong Vùng Wallonie. Xung đột về thẩm quyền giữa các thể chế được giải quyết thông qua Toà án Hiến pháp Bỉ. Cấu trúc được dự tính là một thoả hiệp nhằm cho phép các nền văn hoá khác biệt cùng tồn tại hoà bình.

### Phân cấp thẩm quyền
Thẩm quyền của liên bang gồm có tư pháp, phòng thủ, cảnh sát liên bang, an sinh xã hội, năng lượng hạt nhân, chính sách tiền tệ và nợ công, và các khía cạnh khác của tài chính công. Các công ty quốc hữu gồm có Tập đoàn Bưu chính Bỉ (Bpost) và Công ty Đường sắt Quốc gia Bỉ (SNCB/NMBS). Chính phủ liên bang chịu trách nhiệm về các nghĩa vụ của Bỉ và của các thể chế liên bang trước Liên minh châu Âu và NATO. Họ kiểm soát một bộ phận đáng kể trong y tế công cộng, nội vụ và ngoại vụ. Ngân sách (không tính nợ) do chính phủ liên bang kiểm soát chiếm khoảng 50% thu nhập công khố quốc gia. Chính phủ liên bang sử dụng khoảng 12% công vụ viên.
Các cộng đồng thi hành thẩm quyền trong ranh giới định lý xác định dựa theo ngôn ngữ, ban đầu chúng có định hướng là các cá nhân của một ngôn ngữ cộng đồng, gồm văn hoá (bao gồm truyền thông nghe nhìn), giáo dục và sử dụng ngôn ngữ thích hợp. Sau đó, mở rộng đến các vấn đề cá nhân ít có liên quan trực tiếp đến ngôn ngữ, gồm chính sách y tế (trị bệnh và phòng bệnh) và trợ giúp cho các cá nhân (bảo hộ thanh thiếu niên, phúc lợi xã hội, hỗ trợ gia đình hay dịch vụ giúp đỡ người nhập cư.).
Các vùng có thẩm quyền trên các lĩnh vực có thể liên kết rộng rãi đến lãnh thổ của họ, gồm có kinh tế, việc làm, nông nghiệp, chính sách nước, nhà ở, công trình công cộng, năng lượng, giao thông, môi trường, quy hoạch đô thị và nông thôn, bảo tồn tự nhiên, tín dụng và ngoại thương. Họ giám sát các tỉnh, khu tự quản và các công ty công ích liên cộng đồng.
Trong một số lĩnh vực, mỗi cấp lại có nhiều mức độ tiếp cận khác nhau với các vấn đề riêng biệt. Chẳng hạn như trong giáo dục, quyền tự trị của các cộng đồng không bao gồm quyền quyết định về khía cạnh bắt buộc hay được phép định ra các yêu cầu tối thiểu về trao bằng cấp, chúng vẫn là công việc của liên bang. Mỗi cấp chính quyền có thể tham gia vào nghiên cứu khoa học và quan hệ quốc tế có liên hệ với quyền lực của họ. Quyền chế định các hiệp ước của chính phủ các vùng và cộng đồng tại Bỉ ở mức rộng rãi nhất so với các đơn vị liên bang trên thế giới.\

### Ngoại giao
Do có vị trí trung tâm tại Tây Âu, trong quá khứ Bỉ nằm trên tuyến đường tiến quân của các đội quân xâm lược đến từ các láng giềng hùng mạnh. Do biên giới của Bỉ hầu như không có khả năng phòng thủ, nên quốc gia này có truyền thống về chính sách hoà giải nhằm tránh bị các cường quốc hùng mạnh lân cận thống trị. Điều đình giữa các cường quốc châu Âu chấp thuận cho thành lập nước Bỉ vào năm 1831 với điều kiện quốc gia này duy trì tính trung lập nghiêm ngặt. Chính sách trung lập của Bỉ kết thúc sau khi quốc gia này bị Đức chiếm đóng trong Chiến tranh thế giới thứ nhất. Trong những năm trước Chiến tranh thế giới thứ hai, Bỉ cố gắng trở lại chính sách trung lập, song sau đó vẫn bị Đức xâm chiếm. Năm 1948, Bỉ ký kết Hiệp ước Bruxelles với Anh, Pháp, Hà Lan và Luxembourg, và một năm sau trở thành một trong các thành viên sáng lập của Liên minh Đại Tây Dương.
Người Bỉ mạnh mẽ tán thành nhất thể hoá châu Âu, và hầu hết các khía cạnh trong chính sách ngoại giao, kinh tế và mậu dịch của quốc gia này được điều phối thông qua Liên minh châu Âu có trụ sở tại Bruxelles. Ngoài ra, Bỉ còn có trụ sở của Ủy ban châu Âu, Hội đồng Liên minh châu Âu và các phiên họp của Nghị viện châu Âu. Liên minh thuế quan hậu chiến của Bỉ với Hà Lan và Luxembourg mở đường cho việc thành lập Cộng đồng châu Âu (tiền thân của Liên minh châu Âu). Tương tự, việc bãi bỏ kiểm soát biên giới nội bộ Benelux là một hình mẫu cho Hiệp ước Schengen có quy mô rộng hơn, nhằm mục đích chính sách thị thực chung và di chuyển tự do của nhân dân qua biên giới chung. Người Bỉ nhận thức được vai trò nhỏ bé của họ trên trường quốc tế, họ tán thành mạnh mẽ củng cố nhất thể hoá kinh tế và chính trị trong Liên minh châu Âu. Bỉ tích cực tìm cách cải thiện quan hệ với các chế độ dân chủ mới tại Trung và Đông Âu thông qua các diễn đàn như OSCE, các thoả thuận liên quan của EU, và Quan hệ Đối tác vì Hoà bình của NATO.
Một đặc điểm khác thường của chủ nghĩa liên bang Bỉ là việc các cộng đồng và vùng của Bỉ duy trì các quan hệ quốc tế riêng của họ, bao gồm ký kết các hiệp ước. Do đó, có một số thể chế quốc tế Hà Lan-Vlaanderen như Liên minh tiếng Hà Lan hoặc các thể chế kiểm soát sông Scheldt, trong đó chỉ có Vlaanderen tham gia. Tương tự như vậy, chỉ có Cộng đồng người Bỉ nói tiếng Pháp tham gia Cộng đồng Pháp ngữ. Bỉ duy trì các quan hệ đặc biệt với các cựu thuộc địa của họ là Cộng hoà Dân chủ Congo, Rwanda và Burundi, song thường có sóng gió.

### Quân đội
Các lực lượng vũ trang Bỉ gồm khoảng 47.000 binh sĩ tại ngũ. Năm 2010, ngân sách quốc phòng của Bỉ đạt tổng cộng 3,95 tỉ euro (chiếm 1,12% GDP). Họ được tổ chức thành một cấu trúc thống nhất gồm bốn thành phần: Lục quân, Không quân, Hải quân và Quân y. Quyền chỉ huy điều hành bốn binh chủng thuộc về Bộ tham mưu về hành quân và huấn luyện thuộc Bộ Quốc phòng, đứng đầu là Phó tham mưu trưởng hành quân và huấn luyện, và thuộc về Tổng tư lệnh Quốc phòng (Chef de la Défense).
Ảnh hưởng từ Chiến tranh thế giới thứ hai khiến cho an ninh tập thể là một ưu tiên trong chính sách đối ngoại của Bỉ. Bỉ ký kết Hiệp ước Bruxelles và gia nhập NATO vào năm 1948. Tuy nhiên, công việc nhất thể hoá lực lượng vũ trang vào NATO chỉ bắt đầu từ sau Chiến tranh Triều Tiên. Bỉ cùng với Luxembourg phái một phân đội tiểu đoàn đi chiến đấu tại Triều Tiên với tên gọi là Bộ tư lệnh Liên Hợp Quốc Bỉ. Đây là sứ mệnh đầu tiên trong số các sứ mệnh của Liên Hợp Quốc được Bỉ hỗ trợ. Hiện nay, Hải quân Bỉ hoạt động gắn bó mật thiết với Hải quân Hà Lan theo quyền chỉ huy của Đô đốc Benelux.

## Kinh tế

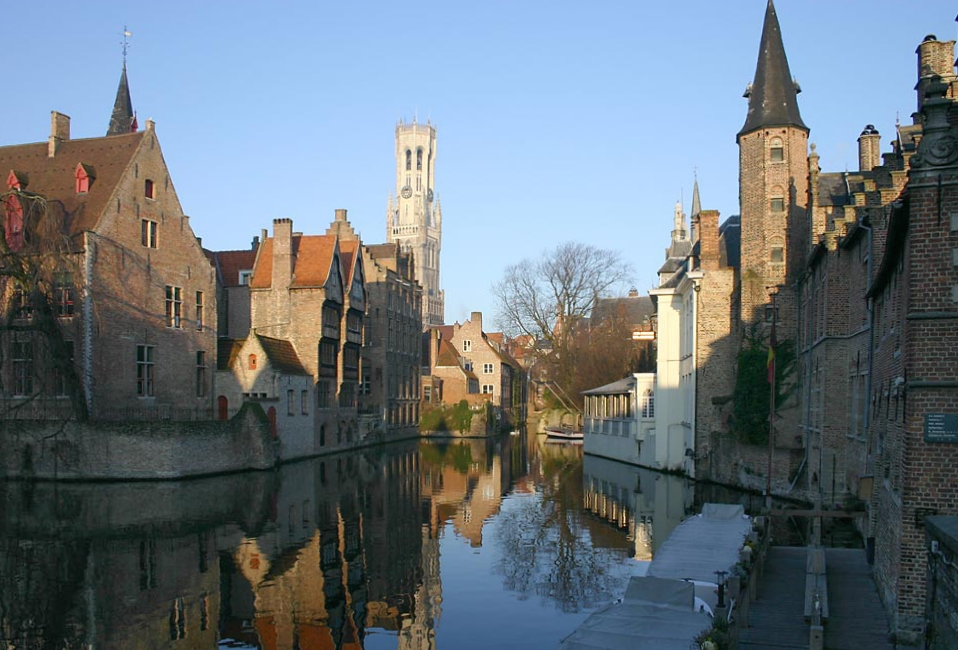
Trung tâm lịch sử của thành phố Brugge là một di sản thế giới UNESCO

Nền kinh tế có tính toàn cầu mạnh mẽ và hạ tầng giao thông của Bỉ được tích hợp với phần còn lại của châu Âu. Bỉ có vị trí nằm tại trung tâm của một khu vực công nghiệp hoá cao độ, giúp quốc gia này đứng thứ 15 thế giới về xuất nhập khẩu vào năm 2007. Kinh tế Bỉ có đặc điểm là lực lượng lao động năng suất cao, tổng sản lượng quốc gia (GNP) cao và xuất khẩu bình quân ở mức cao. Các mặt hàng nhập khẩu chính của Bỉ là nguyên liệu thô, máy móc và thiết bị, hoá chất, kim cương thô, dược phẩm, thực phẩm, thiết bị giao thông và sản phẩm dầu. Các mặt hàng xuất khẩu chính của Bỉ là máy móc và thiết bị, hoá chất, kim cương gia công, kim loại và các sản phẩm kim loại, cùng thực phẩm.
Kinh tế Bỉ có định hướng dịch vụ mạnh mẽ, và thể hiện tính chất kép: Kinh tế Vlaanderen năng động còn kinh tế Wallonie bị tụt hậu. Với tư cách là một thành viên sáng lập của Liên minh châu Âu, Bỉ ủng hộ mạnh mẽ đối với kinh tế mở và mở rộng quyền lực của các thể chế EU nhằm tích hợp các nền kinh tế thành viên. Từ năm 1922, thông qua Liên minh Kinh tế Bỉ-Luxembourg, Bỉ và Luxembourg có một thị trường mậu dịch duy nhất với liên minh thuế quan và tiền tệ.
Bỉ là quốc gia đầu tiên tại châu Âu lục địa trải qua cách mạng công nghiệp, đó là vào đầu thế kỷ XIX. Liège và Charleroi nhanh chóng phát triển ngành khai mỏ và sản xuất thép, các ngành này phát đạt cho đến giữa thế kỷ XX tại thung lũng sông Sambre và Meuse và khiến Bỉ nằm trong nhóm ba quốc gia có mức độ công nghiệp hoá lớn nhất trên thế giới từ năm 1830 đến năm 1910. Tuy nhiên, đến thập niên 1840 thì ngành dệt của Vlaanderen lâm vào khủng hoảng nghiêm trọng, và vùng này trải qua nạn đói từ năm 1846 đến năm 1850.
Sau Chiến tranh thế giới thứ hai, các ngành hoá chất và dầu mỏ được mở rộng nhanh chóng tại Gent và Antwerpen. Các cuộc khủng hoảng dầu mỏ vào năm 1973 và 1979 khiến kinh tế lâm vào một cuộc suy thoái; giai đoạn này đặc biệt kéo dài tại Wallonie, ngành thép trong vùng này trở nên kém cạnh tranh và phải trải qua sụt giảm nghiêm trọng. Trong các thập niên 1980 và 1990, trung tâm kinh tế của quốc gia tiếp tục chuyển về phía bắc và hiện tập trung tại khu vực Kim cương Vlaanderen (Vlaamse Ruit) đông dân.

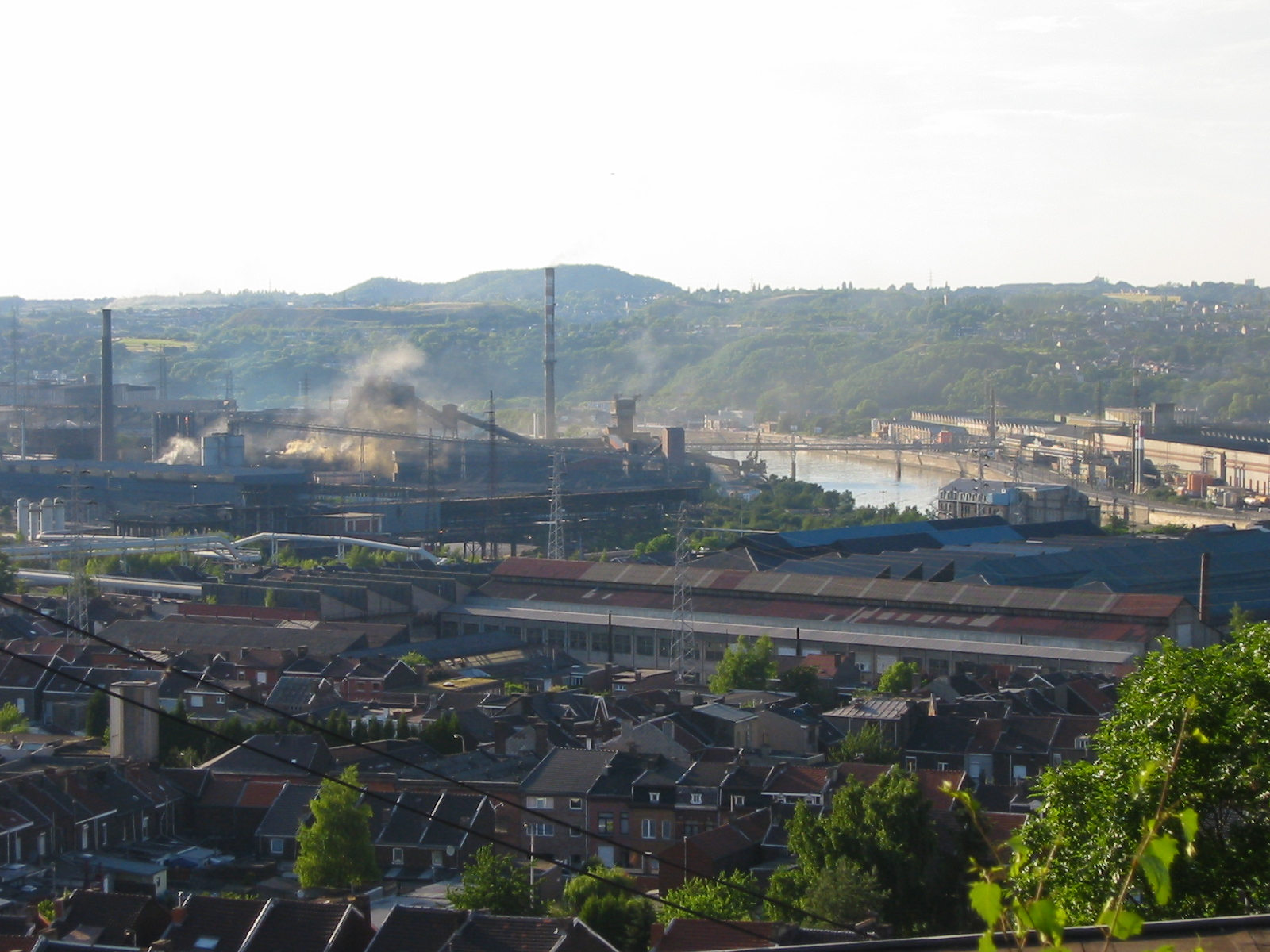
Sản xuất thép dọc sông Meuse tại Ougrée, gần Liège

Đến cuối thập niên 1980, các chính sách kinh tế vĩ mô của Bỉ dẫn đến nợ chính phủ luỹ tích đạt khoảng 120% GDP. Năm 2006, ngân sách được cân bằng và nợ công ngang với 90,3% GDP. Năm 2005 và 2006, mức tăng trưởng GDP thực lần lượt là 1,5% và 3,0%, cao hơn một chút khu vực đồng euro. Tỷ lệ thất nghiệp là 8,4% vào năm 2005 và 8,2% vào năm 2016, gần với trung bình khu vực. Đến tháng 10 năm 2010, tỷ lệ này tăng lên 8,5% trong khi mức trung bình của Liên minh châu Âu là 9,6%. Từ năm 1832 đến năm 2002, đơn vị tiền tệ của Bỉ là franc Bỉ. Bỉ chuyển sang dùng đồng euro vào năm 2002.
Mặc dù suy giảm 18% từ năm 1970 đến năm 1999, song vào năm 1999 Bỉ vẫn có mạng lưới đường sắt dày đặc nhất trong Liên minh châu Âu với 11,38 km/1.000 km². Mặt khác, trong cùng giai đoạn này có sự phát triển lớn (+56%) về mạng lưới xa lộ. Năm 1999, Bỉ có 55,1 km xa lộ mỗi 1.000 km² và 16,5 km xa lộ mỗi 1.000 cư dân, cao hơn đáng kể các mức trung bình của Liên minh châu Âu là 13,7 và 15,9.
Giao thông tại một số nơi tại Bỉ nằm vào hàng đông đúc nhất tại châu Âu. Vào năm 2010, người đến làm việc hàng ngày tại các thành phố Bruxelles và Antwerpen lần lượt phải mất 65 và 64 tiếng mỗi năm do tắc đường. Giống như hầu hết các quốc gia nhỏ khác tại châu Âu, có trên 80% giao thông hàng không tại Bỉ là thông qua một sân bay duy nhất, sân bay Bruxelles. Các cảng Antwerpen và Zeebrugge (Brugge)]] chiếm hơn 80% giao thông hàng hải của Bỉ, Antwerpen là bến cảng lớn thứ nhì tại châu Âu với tổng khối lượng hàng hoá xử lý là 115.988.000 tấn vào năm 2000 sau khi tăng trưởng 10,9% trong suốt 5 năm trước đó. Năm 2016, cảng Antwerpen xử lý 214 triệu tấn hàng hoá, tăng trưởng 2,7% so với năm trước.
Tồn tại cách biệt lớn về kinh tế giữa Vlaanderen và Wallonie. Wallonie trong quá khứ từng thịnh vượng hơn so với Vlaanderen, hầu hết là do có các ngành công nghiệp nặng, song việc ngành thép sụt giảm sau Chiến tranh thế giới thứ hai khiến vùng này suy thoái nhanh chóng, trong khi Vlaanderen thì nổi lên nhanh chóng. Từ đó, Vlaanderen có kinh tế thịnh vượng, nằm trong các vùng giàu nhất châu Âu, trong khi Wallonie thì tiêu điều. Năm 2007, tỷ lệ thất nghiệp của Wallonie cao gấp đôi so với Vlaanderen. Phân chia này góp một phần quan trọng trong căng thẳng giữa hai vùng bên cạnh phân chia ngôn ngữ vốn có. Các phong trào ủng hộ độc lập giành được mức ủng hộ cao tại Vlaanderen là một kết quả của tình trạng này. Liên minh Vlaanderen Mới (N-VA) theo chủ nghĩa phân lập trở thành chính đảng lớn nhất tại Vlaanderen.

### Khoa học và kỹ thuật

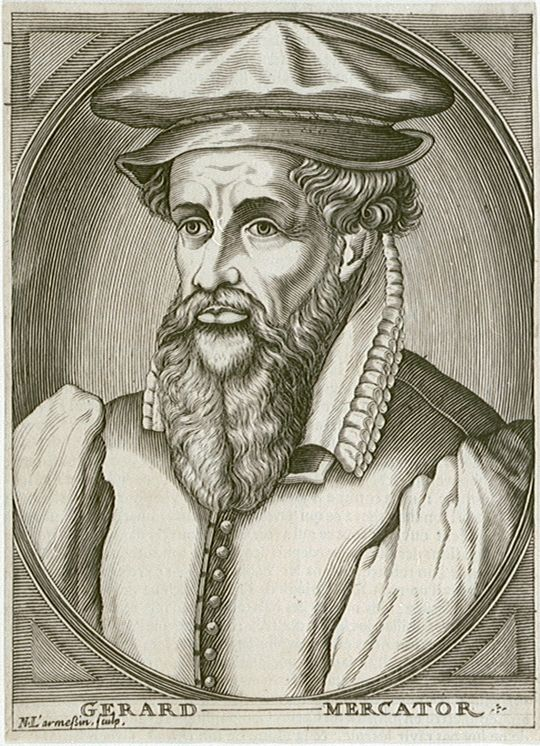
Gerardus Mercator

Trong tiến trình lịch sử quốc gia, Bỉ luôn có các đóng góp cho sự phát triển của khoa học và kỹ thuật. Tây Âu trong thế kỷ XVI thời cận đại có bước phát triển mạnh về khoa học, trong đó Bỉ có nhà bản đồ học Gerardus Mercator, nhà giải phẫu học Andreas Vesalius, nhà y học thảo dược Rembert Dodoens và nhà toán học Simon Stevin cùng các nhà khoa học nổi tiếng khác.
Nhà hoá học Ernest Solvay và kỹ sư Zenobe Gramme (École Industrielle de Liège) lần lượt được đặt tên cho phương pháp Solvay và máy phát điện Gramme trong thập niên 1860. Bakelit được phát triển vào năm 1907–1909 bởi Leo Baekeland. Ernest Solvay cũng đóng vai trò là một nhà nhân đạo lớn và được đặt tên cho Viện Xã hội học Solvay, Trường Kinh tế và Quản trị Solvay Bruxelles, và Viện Vật lý và Hoá học Solvay Quốc tế, nay thuộc Đại học Tự do Bruxelles. Năm 1911, ông khởi đầu một loạt hội nghị, gọi là các hội nghị Solvay về vật lý và hoá học, chúng có tác động sâu sắc đến tiến triển của vật lý và hoá học lượng tử. Một người Bỉ khác cũng có đóng góp lớn cho khoa học cơ bản là Georges Lemaître (Đại học Công giáo Leuven), ông có danh tiếng nhờ đề xuất thuyết Big Bang về nguồn gốc của vũ trụ vào năm 1927.
Có ba cá nhân Bỉ từng được nhận giải Nobel về sinh lý học và y học, đó là Jules Bordet (Đại học Tự do Bruxelles) vào năm 1919, Corneille Heymans (Đại học Gent) vào năm 1938 và Albert Claude (Đại học Tự do Bruxelles) cùng với Christian de Duve (Đại học Công giáo Louvain) vào năm 1974. François Englert (Đại học Tự do Bruxelles) được trao giải Nobel vật lý vào năm 2013. Ilya Prigogine (Đại học Tự do Bruxelles) được trao giải Nobel hoá học vào năm 1977. Hai nhà toán học Bỉ từng được được trao Huy chương Fields: Pierre Deligne vào năm 1978 và Jean Bourgain vào năm 1994.

## Nhân khẩu
Tính đến  ngày 1 tháng 1 năm 2015, tổng dân số Bỉ theo đăng ký dân số là 11.190.845. Hầu như toàn bộ dân chúng sống trong đô thị, đạt 97% vào năm 2004. Mật độ dân số của Bỉ là 365 người/km² tính đến tháng 3 năm 2013. Vlaanderen có mật độ dày đặc nhất. Còn vùng đồi núi Ardenne có mật độ thấp nhất. Tính đến  ngày 1 tháng 1 năm 2015, vùng Vlaanderen có dân số là 6.437.680, các thành phố lớn nhất trong vùng là Antwerpen (511.771), Gent (252.274) và Brugge (117.787). Wallonie có 3.585.214 người, các thành phố lớn nhất là Charleroi (202.021), Liège (194.937) và Namur (110.447). Bruxelles có 1.167.951 cư dân tại 19 khu tự quản của Vùng Thủ đô, ba trong số đó có trên 100.000 cư dân.
Tính đến  năm 2011, 89% cư dân là công dân Bỉ. Tính đến năm 2007, công dân các thành viên Liên minh châu Âu khác chiếm khoảng 6% dân số Bỉ. Các cộng đồng ngoại kiều đông đảo nhất lần lượt là người Ý, người Pháp, người Hà Lan, người Maroc, người Bồ Đào Nha, người Tây Ban Nha, người Thổ Nhĩ Kỳ và người Đức. Năm 2007, Bỉ có 1,38 triệu cư dân sinh tại ngoại quốc, chiếm 12,9% dân số. Trong đó, 685.000 (6,4%) sinh bên ngoài Liên minh châu Âu và 695.000 (6,5%) sinh tại các quốc gia thành viên EU khác.

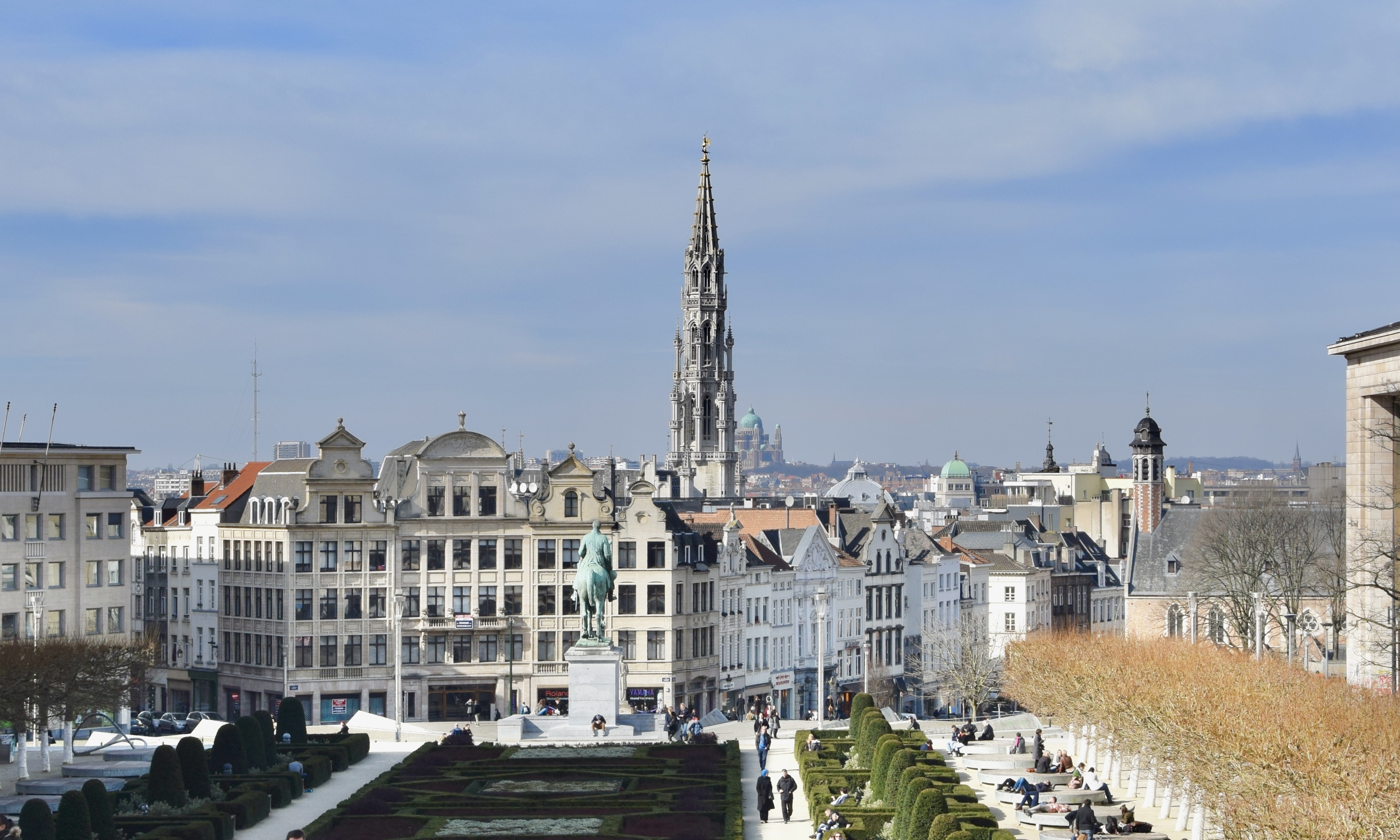
Bruxelles là thành phố thủ đô và vùng đô thị lớn nhất tại Bỉ

Đầu năm 2012, cư dân có xuất thân ngoại quốc cùng các hậu duệ của họ được ước tính chiếm khoảng 25% tổng dân số, tức có 2,8 triệu người Bỉ mới. Trong số người Bỉ mới này, 1,2 triệu có nguồn gốc châu Âu và 1,35 triệu có nguồn gốc từ bên ngoài phương Tây (hầu hết là từ Maroc, Thổ Nhĩ Kỳ, Cộng hoà Dân chủ Congo). Từ khi luật quốc tịch Bỉ được sửa đổi vào năm 1984, đã có trên 1,3 triệu người nhập cư nhận được quyền công dân Bỉ. Nhóm người nhập cư cùng hậu duệ đông đảo nhất tại Bỉ là người Maroc. 89,2% số cư dân có nguồn gốc Thổ Nhĩ Kỳ đã nhập tịch, tỷ lệ của người gốc Maroc là 88,4%, của người Ý là 75,4%, của người Pháp là 56.2% và của người Hà Lan là 47,8% theo số liệu năm 2012.
| Khu đô thị chức năng | Dân số 2011 |
| -------------------- | ----------- |
| Bruxelles            | 2.608.000   |
| Antwerpen            | 1.091.000   |
| Liège                | 744.000     |
| Gent                 | 591,000     |
| Charleroi            | 488.000     |

### Ngôn ngữ

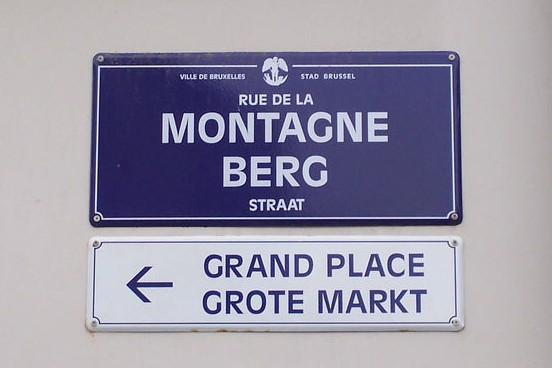
Biển báo song ngữ tại Bruxelles

Bỉ có ba ngôn ngữ chính thức là tiếng Hà Lan, tiếng Pháp và tiếng Đức, ngoài ra một số ngôn ngữ thiểu số phi chính thức cũng được nói tại đây. Không có số liệu thống kê chính thức về phân bố hoặc sử dụng ba ngôn ngữ chính thức hoặc các phương ngữ của chúng. Tuy nhiên, các tiêu chuẩn như ngôn ngữ của cha mẹ, của giáo dục, hoặc tình trạng ngôn ngữ thứ hai của người sinh tại nước ngoài có thể đưa đến các con số giả thuyết. Một ước tính cho rằng 60% dân số Bỉ nói tiếng Hà Lan (thường gọi là tiếng Vlaanderen), và 40% nói tiếng Pháp. Người Bỉ nói tiếng Pháp thường được gọi là người Wallonie, song người nói tiếng Pháp tại Bruxelles không phải người Wallonie.
Tổng số người nói tiếng Hà Lan là hơn 6,2 triệu, tập trung tại vùng Vlaanderen miền bắc, còn người nói tiếng Pháp có hơn 3,3 triệu tại Wallonie và ước tính có 870.000 (chiếm 85%) tại Bruxelles-Vùng thủ đô. Cộng đồng nói tiếng Đức gồm 73.000 người tại phía đông của vùng Wallonie; với khoảng 10.000 người Đức và 60.000 công dân Bỉ nói tiếng Đức. Có khoảng 23.000 người nói tiếng Đức nữa sống trong các khu tự quản gần ranh giới chính thức của cộng đồng này.
Tiếng Hà Lan-Bỉ và tiếng Pháp-Bỉ đều có khác biệt nhỏ về từ vựng và sắc thái ngữ nghĩa với các dạng được nói tại Hà Lan và Pháp. Nhiều người Vlaanderen vẫn nói các phương ngữ của tiếng Hà Lan trong môi trường địa phương của họ. Tiếng Wallon được nhìn nhận là một phương ngữ của tiếng Pháp hoặc là một ngôn ngữ Roman riêng biệt, song hiện nay chỉ thỉnh thoảng được hiểu và nói, hầu hết là trong nhóm người cao tuổi. Tiếng Walloon là tên gọi chung cho bốn phương ngữ tiếng Pháp tại Bỉ. Các phương ngữ của tiếng Wallonie, cùng với các phương ngữ của tiếng Picard, không được sử dụng trong đời sống công cộng và đã bị tiếng Pháp thay thế.

### Tôn giáo

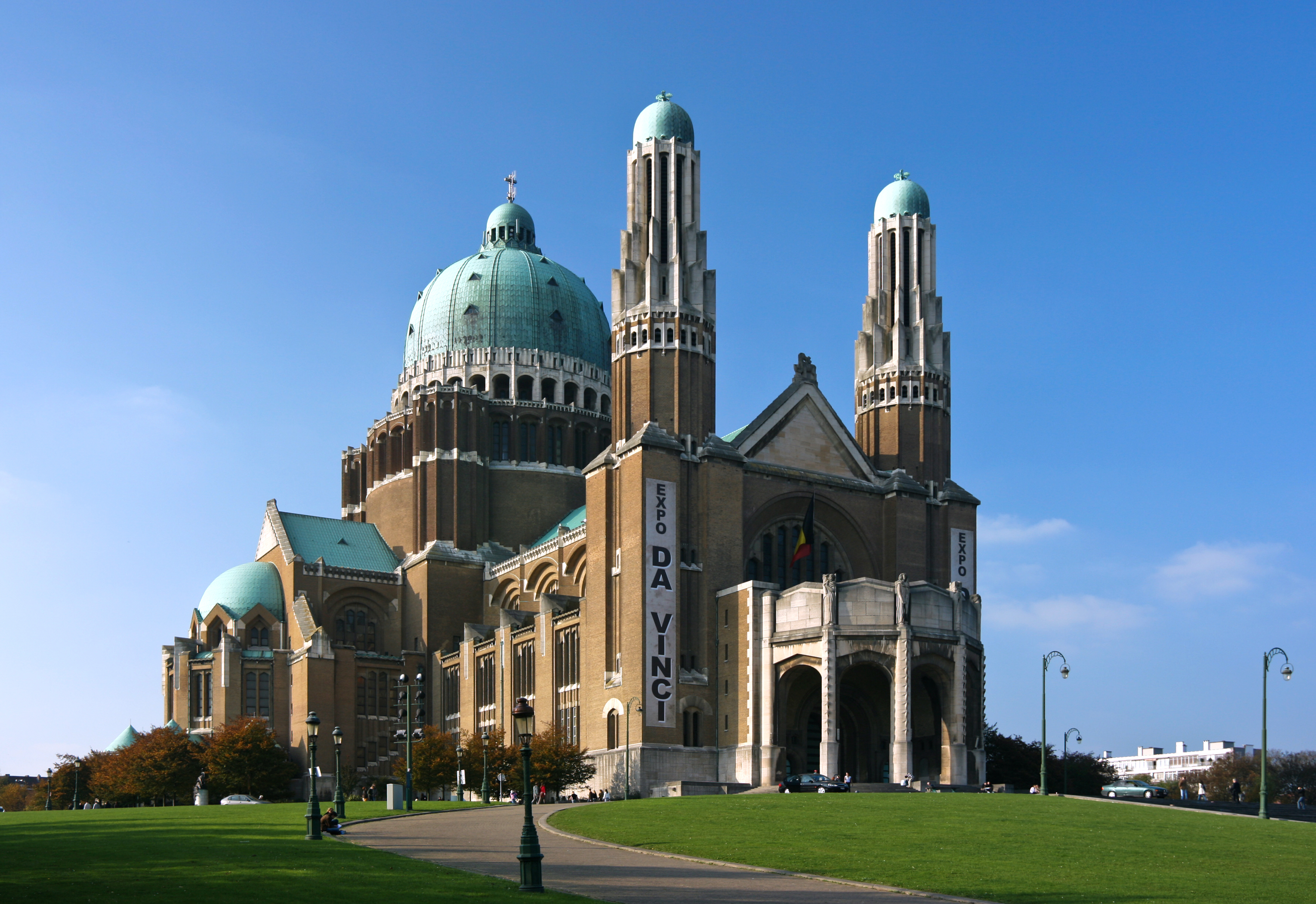
Vương cung thánh đường Thánh Tâm tại Koekelberg, Bruxelles

Từ khi Bỉ độc lập, Công giáo La Mã giữ thế cân bằng với các phong trào tự do tư tưởng mạnh, và có được một vai trò quan trọng trong nền chính trị Bỉ. Tuy nhiên, Bỉ là một quốc gia thế tục ở mức độ lớn do hiến pháp thế tục quy định tự do tôn giáo, và chính phủ nói chung đều tôn trọng quyền này trong thực tiễn. Dưới thời trị vì của Albert I và Baudouin, quân chủ Bỉ có danh tiếng vì sùng bái Công giáo.
Công giáo La Mã có truyền thống là tôn giáo đa số tại Bỉ; đặc biệt mạnh mẽ tại Vlaanderen. Tuy nhiên, tỷ lệ dự lễ nhà thờ ngày Chủ nhật vào năm 2009 chỉ là 5% trên toàn quốc; riêng Bruxelles là 3%, còn Vlaanderen là 5,4%. Mức dự lễ nhà thờ năm 2009 tại Bỉ bằng khoảng một nửa so với mức năm 1998 (11%). Mặc dù mức dự lễ nhà thờ giảm sút, song bản sắc Công giáo vẫn là một phần quan trọng trong văn hoá Bỉ.
Theo Eurobarometer 2010, 37% công dân Bỉ cho biết rằng họ tin có Thượng đế, 31% tin rằng có một số loại linh hồn hoặc lực sống, 27% không tin rằng có bất kỳ loại linh hồn nào, cũng như Thượng đế hay lực sống nào. Theo Eurobarometer 2015, 60,7% tổng dân số Bỉ trung thành với Cơ Đốc giáo, trong đó Công giáo La Mã là giáo phái lớn nhất với 52,9%, Tin Lành chiếm 2,1% còn Chính thống giáo là 1,6%. Lượng người không theo tôn giáo nào chiếm 32% dân số và gồm người theo thuyết vô thần (14,9%) và thuyết bất khả tri (17.1%). 5,2% dân số là người Hồi giáo và 2,1% tin vào các tôn giáo khác. Một khảo sát tương tự vào năm 2012 cho thấy rằng Cơ Đốc giáo là tôn giáo lớn nhất tại Bỉ, với 65% dân số là tín đồ.
Về mặt tượng trưng cũng như hữu hình, Giáo hội Công giáo La Mã vẫn có một vị trí thuận lợi. Bỉ công nhận chính thức ba tôn giáo: Cơ Đốc giáo (Công giáo, Tin Lành, Chính thống giáo và Anh giáo), Hồi giáo và Do Thái giáo.
Vào đầu thập niên 2000, có khoảng 42.000 người Do Thái tại Bỉ. Cộng đồng người Do Thái tại Antwerpen (khoảng 18.000 người) là một trong các cộng đồng lớn nhất tại châu Âu, và là một trong những cộng đồng lớn cuối cùng trên thế giới có ngôn ngữ chính là tiếng Yiddish. Hầu hết trẻ em Do Thái tại Antwerpen tiếp nhận một chương trình giáo dục Do Thái. Có một vài tờ báo Do Thái và hơn 45 thánh đường Do Thái hoạt động trên toàn quốc (30 trong số này là tại Antwerpen).
Một cuộc điều tra vào năm 2006 tại Vlaanderen, là vùng được cho là sùng đạo hơn so với Wallonie, cho thấy rằng 55% nhận mình theo tôn giáo và 36% tin rằng Thượng đế tạo ra vũ trụ. Mặt khác, Wallonie trở thành một trong các vùng thế tục nhất/ít sùng đạo nhất tại châu Âu, hầu hết cư dân của vùng nói tiếng Pháp không cho rằng tôn giáo là một phần quan trọng trong cuộc đời họ, và có đến 45% dân số nhận rằng họ không theo tôn giáo. Điều này đặc biệt chính xác tại miền đông Wallonie và các khu vực dọc biên giới với Pháp.
Một ước tính vào năm 2008 cho thấy rằng khoảng 6% dân số Bỉ (628.751 người) là người Hồi giáo. Người Hồi giáo chiếm 23,6% dân số tại Bruxelles, 4,9% dân số Wallonie và 5,1% dân số Vlaanderen. Đa số người Hồi giáo tại Bỉ sống trong các thành phố lớn như Antwerpen, Bruxelles và Charleroi. Nhóm người nhập cư lớn nhất tại Bỉ là người Maroc, còn người Thổ Nhĩ Kỳ là nhóm Hồi giáo lớn thứ nhì.

### Y tế
Người Bỉ có sức khoẻ tốt, theo ước tính năm 2012 thì tuổi thọ dự tính trung bình của họ là 79,65 năm. Từ năm 1960, tuổi thọ dự tính của người Bỉ tăng lên hai tháng mỗi năm, giống với trung bình của châu Âu. Tử vong tại Bỉ chủ yếu là do rối loạn tim mạch, ung thư, rối loạn hệ thống hô hấp và các nguyên nhân phi tự nhiên (tai nạn, tự vẫn). Các nguyên nhân tử vong phi tự nhiên và ung thư là các nguyên nhân tử vong phổ biến nhất đối với nữ giới từ 24 tuổi trở xuống và nam giới từ 44 tuổi trở xuống.
Y tế tại Bỉ được tài trợ thông qua đóng góp an sinh xã hội và thuế. Bảo hiểm y tế có tính chất bắt buộc. Dịch vụ y tế được đáp ứng bởi một hệ thống hỗn hợp công lập và tư nhân gồm các thầy thuốc độc lập, các bệnh viện công lập, đại học và bán tư nhân. Bệnh nhân phải thanh toán cho dịch vụ y tế, sau đó sẽ được các thể chế bảo hiểm y tế hoàn trả, song với các hạng mục không đủ tiêu chuẩn (của bệnh nhân và dịch vụ) thì sẽ tồn tại cái gọi là hệ thống thanh toán bên thứ ba. Hệ thống y tế Bỉ được chính phủ liên bang, chính phủ cấp vùng Vlaanderen và Wallonie giám sát và tài trợ; Cộng đồng nói tiếng Đức cũng giám sát và chịu trách nhiệm gián tiếp.

### Giáo dục
Giáo dục tại Bỉ có tính chất nghĩa vụ đối với người từ 6 đến 18 tuổi. Trong số các quốc gia OECD vào năm 2002, Bỉ có tỷ lệ cao thứ ba về số người từ 18 đến 21 tuổi nhập học tại bậc giáo dục sau trung học, với 42%. Mặc dù theo ước tính có 99% dân số trưởng thành Bỉ biết chữ, song có lo ngại gia tăng về vấn đề mù chữ chức năng. Chương trình đánh giá học sinh quốc tế (PISA), phối hợp với OECD, vào năm 2016 xếp hạng giáo dục Bỉ tốt thứ 19 trên thế giới, cao hơn đáng kể mức trung bình của OECD. Giáo dục được tổ chức riêng biệt bởi mỗi cộng đồng, Cộng đồng Vlaanderen có thành tích giáo dục cao hơn đáng kể so với các Cộng đồng Pháp và Cộng đồng nói tiếng Đức.
Phán ánh cấu trúc kép của bối cảnh chính trị Bỉ trong thế kỷ XIX, do các đảng Tự Do và Công giáo xác định đặc điểm, hệ thống giáo dục Bỉ được tách biệt trong một phân đoạn thế tục và một phân đoạn tôn giáo. Nhánh giáo dục thế tục nằm dưới quyền kiểm soát của các cộng đồng, các tỉnh hay các khu tự quản; còn nhánh giáo dục tôn giáo, chủ yếu là Công giáo, được tổ chức bởi giới chức tôn giáo, song được các cộng đồng trợ cấp và giám sát.

## Văn hoá
Các phong trào nghệ thuật lớn từng có bước phát triển mạnh mẽ tại khu vực nay là Bỉ, tạo được ảnh hưởng to lớn đến nghệ thuật và văn hoá của châu Âu, bất chấp việc tại đây có phân chia về chính trị và ngôn ngữ. Hiện nay, trên một phạm vi nhất định, sinh hoạt văn hoá được tập trung trong mỗi cộng đồng ngôn ngữ, và nhiều rào cản khiến cho không gian văn hoá chung ít được thể hiện. Kể từ thập niên 1970, không còn các đại học hoặc cao đẳng song ngữ tại Bỉ, ngoại lệ là Học viện Quân sự Hoàng gia và Học viện Hàng hải Antwerpen, và cũng không có cơ quan truyền thông chung không có tổ chức đơn lẻ quy mô lớn nào về văn hoá hay khoa học chung giữa các cộng đồng lớn.

### Nghệ thuật

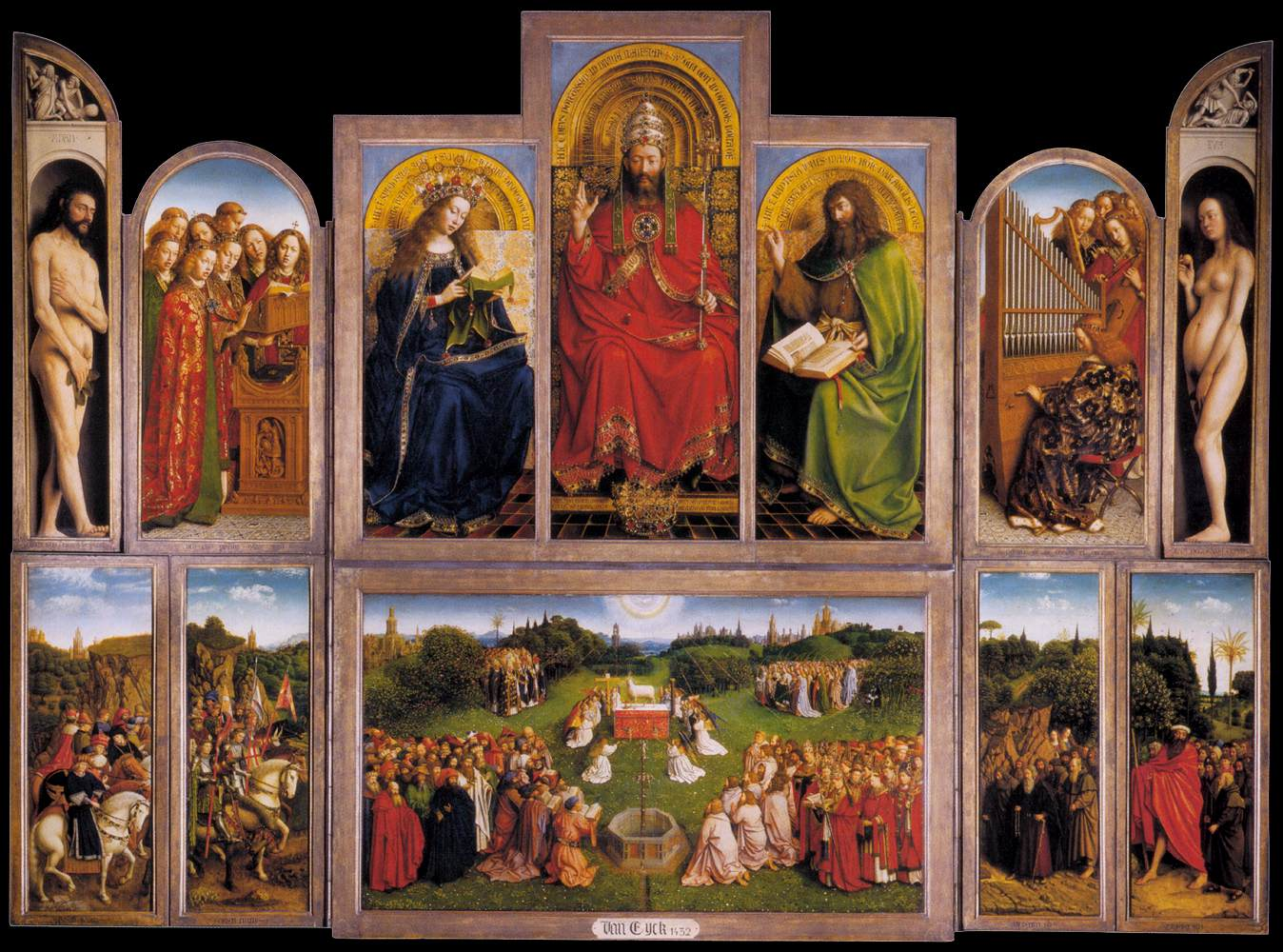
Het Lam Gods vẽ năm 1432 của van Eyck

Bỉ có đóng góp đặc biệt phong phú cho hội họa và kiến trúc. Nghệ thuật Mosa, hội họa sơ kỳ Vlaanderen, Phục hưng Vlaanderen và Baroque và các điển hình về Kiến trúc Roman, Gothic, Renaissance và Baroque là những dấu mốc trong lịch sử nghệ thuật. Nghệ thuật tại Các vùng đất thấp vào thế kỷ XV chịu sự chi phối từ hội họa tôn giáo của Jan van Eyck và Rogier van der Weyden, đến thế kỷ XVI thì có đặc điểm là đa dạng hơn về phong cách như tranh phong cảnh của Pieter Bruegel còn Lambert Lombard tiêu biểu cho phong cách cổ điển. Phong cách Baroque của Peter Paul Rubens và Anthony van Dyck thăng hoa vào đầu thế kỷ XVII tại miền nam Nederland, song về sau dần bị suy thoái.
Trong thế kỷ XIX và XX, nhiều họa sĩ lãng mạn, biểu hiện và siêu thực của Bỉ nổi lên, như James Ensor và các nghệ sĩ khác thuộc nhóm Les XX, Constant Permeke, Paul Delvaux và René Magritte. Phong trào CoBrA có tính tiên phong xuất hiện trong thập niên 1950, còn nhà điêu khắc Panamarenko vẫn là một nhân vật xuất sắc của nghệ thuật đương đại. Các nghệ sĩ đa lĩnh vực Jan Fabre, Wim Delvoye và Luc Tuymans là các nhân vật nổi tiếng quốc tế khác trong lĩnh vực nghệ thuật đương đại.
Đóng góp của Bỉ cho kiến trúc tiếp tục trong thế kỷ XIX và XX, bao gồm các công trình của Victor Horta và Henry van de Velde, họ là những người khởi xướng chính của phong cách Art Nouveau.

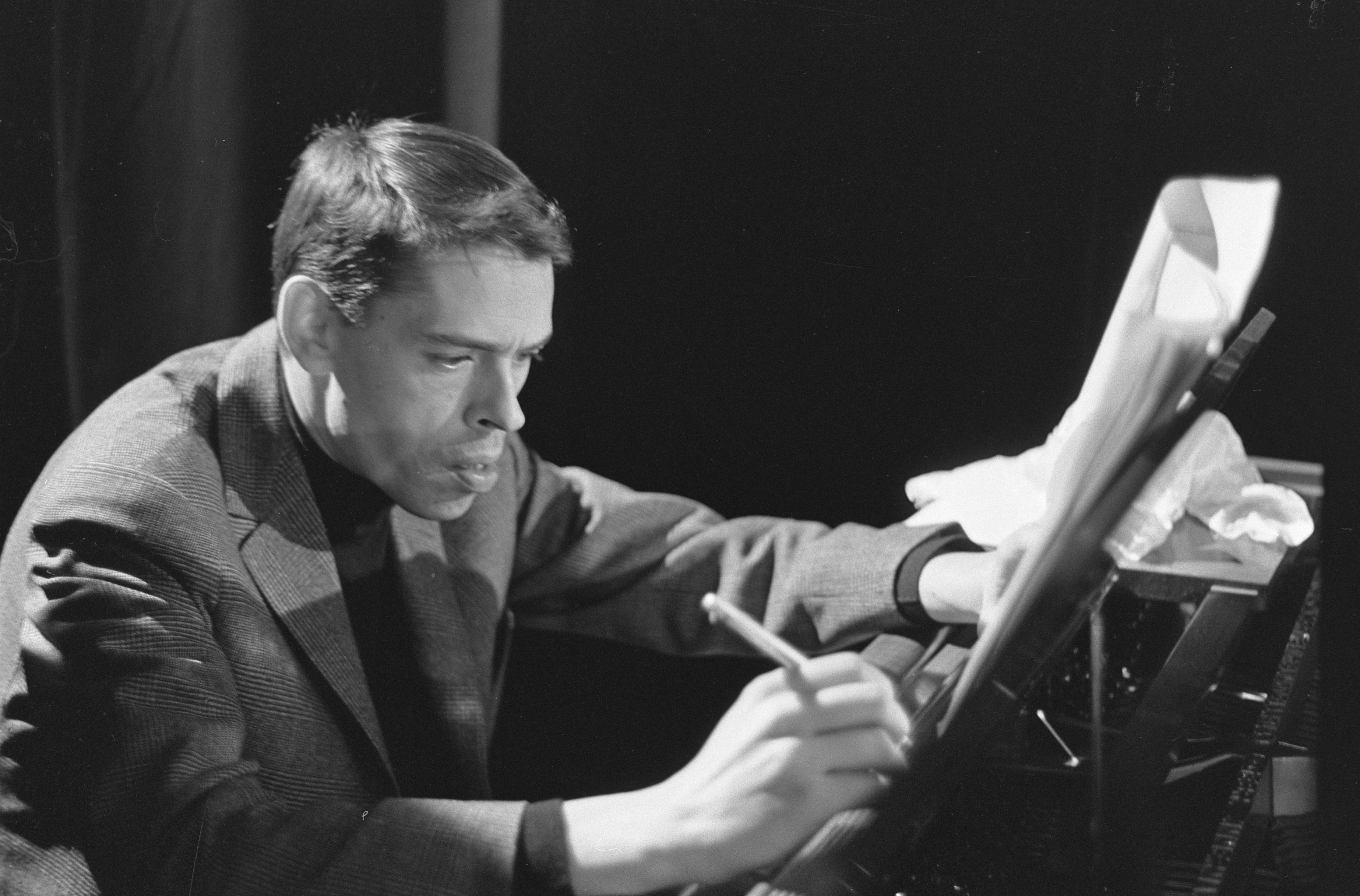
Jacques Brel, 1963

Thanh nhạc thuộc trường phái Pháp-Vlaanderen phát triển tại phần phía nam của Các vùng đất thấp và là một đóng góp quan trọng cho văn hoá Phục hưng. Vào thế kỷ XIX và XX, xuất hiện các nghệ sĩ vĩ cầm lớn như Henri Vieuxtemps, Eugène Ysaÿe và Arthur Grumiaux, trong khi Adolphe Sax phát minh saxophone vào năm 1846. Nhà soạn nhạc César Franck sinh tại Liège vào năm 1822. Âm nhạc đại chúng đương đại tại Bỉ cũng có danh tiếng. Nhạc sĩ Jazz Toots Thielemans và ca sĩ Jacques Brel có được danh tiếng toàn cầu. Ngày nay, ca sĩ Stromae là một ngôi sao âm nhạc tại châu Âu và thế giới, có được thành công lớn. Trong thể loại nhạc rock/pop, Telex, Front 242, K's Choice, Hooverphonic, Zap Mama, Soulwax và dEUS cũng nổi tiếng. Trong sân khấu heavy metal, các ban nhạc như Machiavel, Channel Zero và Enthroned có người hâm mộ trên toàn cầu.
Bỉ sản sinh một số tác giả nổi tiếng, như các nhà thơ Emile Verhaeren, Robert Goffin và các nhà tiểu thuyết Hendrik Conscience, Georges Simenon, Suzanne Lilar, Hugo Claus và Amélie Nothomb. Nhà thơ và biên kịch Maurice Maeterlinck thắng giải Nobel văn học vào năm 1911. Những cuộc phiêu lưu của Tintin của Hergé là tác phẩm nổi tiếng nhất của truyện tranh Pháp-Bỉ, song còn có nhiều tác giả lớn khác như Peyo (Xì Trum), André Franquin (Gaston Lagaffe), Dupa (Cubitus), Morris (Lucky Luke), Greg (Achille Talon), Lambil (Les Tuniques Bleues), Edgar P. Jacobs và Willy Vandersteen, khiến ngành truyện tranh của Bỉ giành được tiếng tăm trên thế giới.
Điện ảnh Bỉ đã đưa một số tiểu thuyết Vlaanderen lên màn ảnh rộng. Các đạo diễn Bỉ phải kể đến là André Delvaux, Stijn Coninx, Luc và Jean-Pierre Dardenne; các diễn viên nổi tiếng là Jean-Claude Van Damme, Jan Decleir và Marie Gillain; các bộ phim thành công gồm có Rundskop, C'est arrivé près de chez vous và De Zaak Alzheimer. Trong thập niên 1980, Viện hàn lâm Mỹ thuật Hoàng gia tại Antwerpen sản sinh những người tiên phong quan trọng về thời trang, gọi là Antwerpen Sáu.

### Dân gian

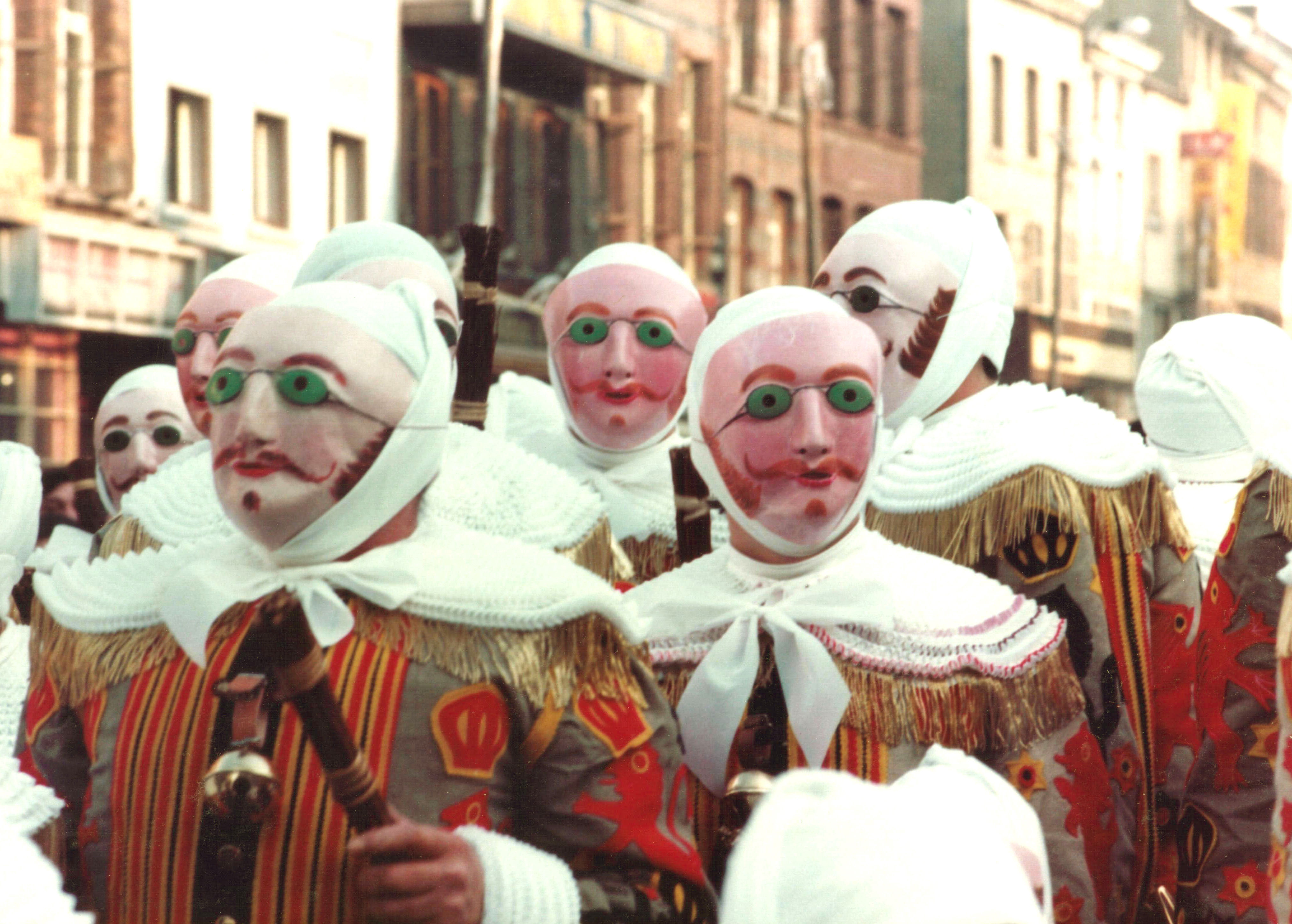
Gilles tại Binche mang mặt nạ sáp theo phong tục

Văn hoá dân gian có vị thế lớn trong đời sống văn hoá Bỉ, quốc gia này có một số lượng tương đối cao các đám rước, đoàn cưỡi ngựa, cuộc diễu hành, 'ommegangs' và 'ducasses', 'kermesse' và các lễ hội địa phương khác, chúng gần như luôn có nguồn gốc tôn giáo hoặc thần thoại. Carnival Binche cùng với các Gilles nổi tiếng của lễ hội này; và những người khổng lồ và rồng trong đám rước tại Ath, Bruxelles, Dendermonde, Mechelen và Mons được UNESCO công nhận là kiệt tác di sản truyền khẩu và phi vật thể của nhân loại.
Các điển hành khác là Carnival Aalst; các đám rước vẫn còn mang tính sùng đạo rất cao mang tên Thánh Huyết (Heilig Bloedprocessie) tại Brugge, Vương cung thánh đường Virga Jesse tại Hasselt và Vương cung thánh đường Đức mẹ Hanswijk tại Mechelen; lễ hội ngày 15 tháng 8 tại Liège; và lễ hội Walloon tại Namur. Có nguồn gốc từ năm 1832 và được phục dựng trong thập niên 1960, Gentse Feesten đã trở thành một truyền thống hiện đại. Một ngày lễ phi chính thức quan trọng là ngày Thánh Nicholas, đây là một ngày hội cho trẻ em, còn tại Liège là cho sinh viên.

### Ẩm thực

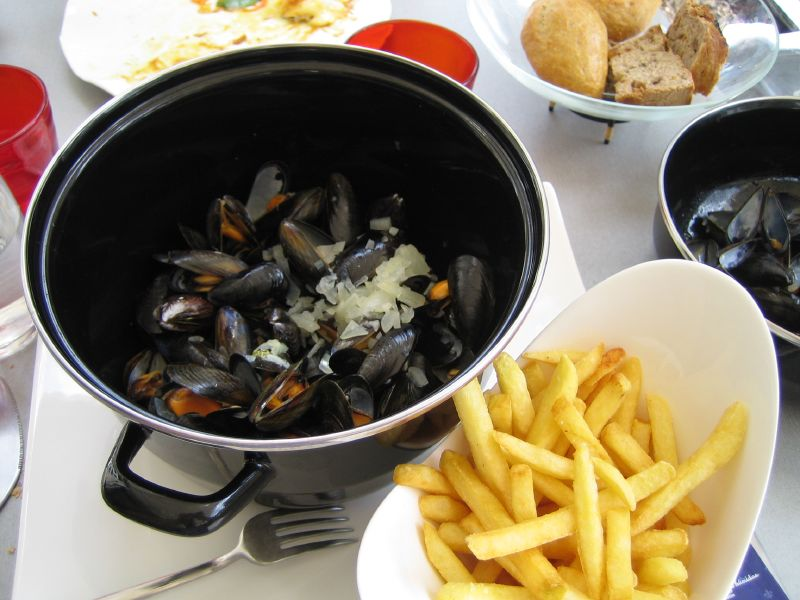
Moules-frites là món ăn quốc gia của Bỉ

Nhiều nhà hàng Bỉ được xếp hạng cao được xuất hiện trong các sách chỉ dẫn nhà hàng có ảnh hưởng nhất như sách Michelin Guide. Bỉ nổi tiếng với bia, sô-cô-la, waffel và khoai tây chiên với mayonnaise. Khoai tây chiên có nguồn gốc tại Bỉ, song không rõ địa điểm chính xác. Các món ăn quốc gia là "thịt nướng và khoai tây chiên với salad", và "trai với khoai tây chiên".
Các nhãn hiệu sô-cô-la và kẹo nhân quả của Bỉ như Côte d'Or, Neuhaus, Leonidas và Godiva có được danh tiếng, cũng như các nhà sản xuất độc lập như Burie và Del Rey tại Antwerpen và Mary's tại Bruxelles. Bỉ sản xuất trên 1.100 loại bia khác nhau. Bia Trappist (tu sự dòng Luyện tâm) của Tu viện Westvleteren nhiều lần được xếp hạng là bia tuyệt nhất thế giới. Hãng rượu bia lớn nhất thế giới xét về dung tích là Anheuser-Busch InBev, có trụ sở tại Leuven.

### Thể thao

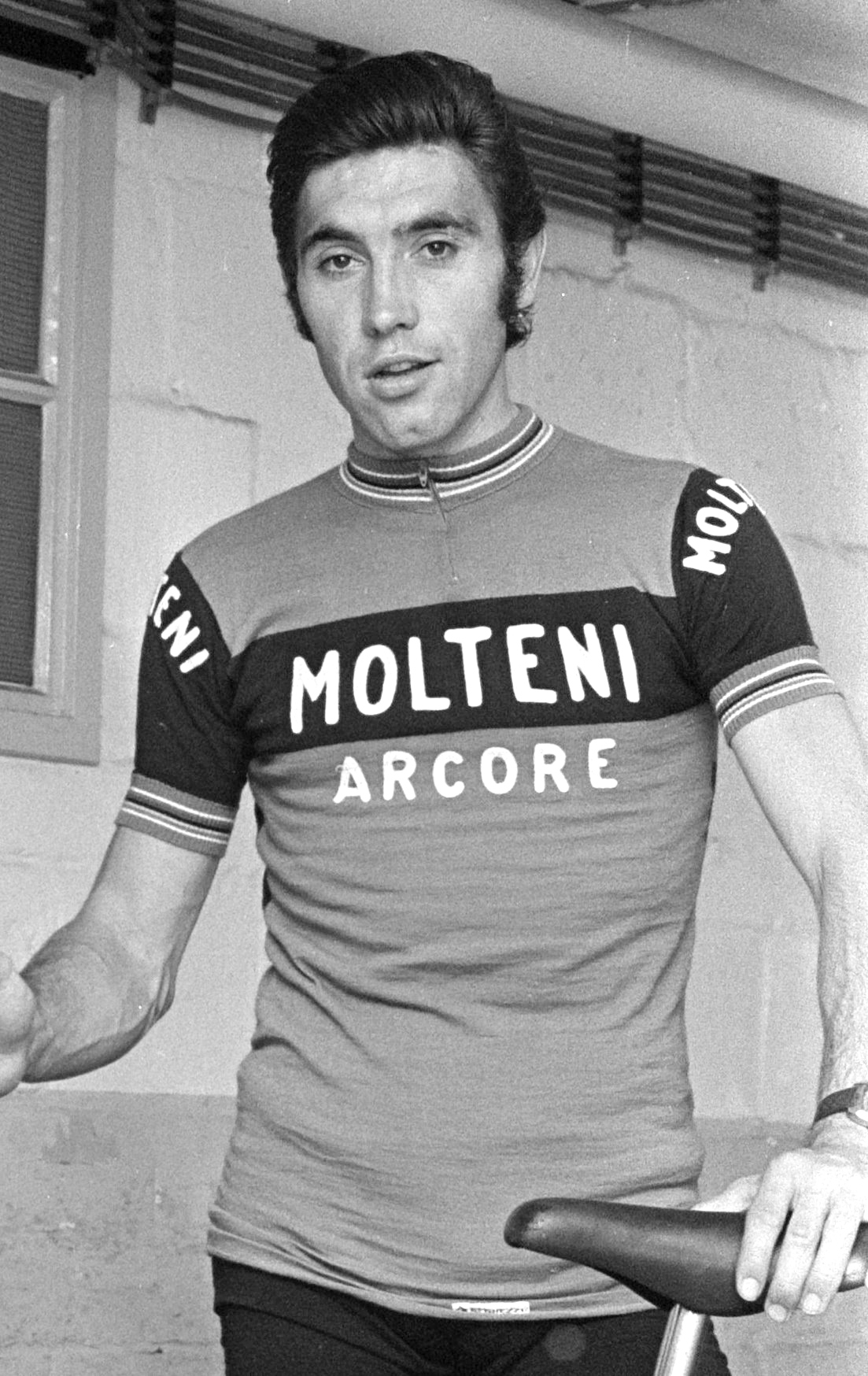
Eddy Merckx được xem là một trong các tay đua xe đạp vĩ đại nhất mọi thời đại

Kể từ thập niên 1970, các câu lạc bộ và liên đoàn thể thao tại Bỉ được tổ chức riêng biệt trong mỗi cộng đồng ngôn ngữ. Bóng đá là môn thể thao phổ biến nhất trên toàn nước Bỉ; các môn thể thao rất phổ biến khác là đua xe đạp, quần vợt, bơi, judo và bóng rổ.
Bỉ có số lượng tay đua vô địch Tour de France chỉ sau Pháp. Họ cũng có nhiều chiến thắng nhất tại giải vô địch thế giới đường trường UCI, Philippe Gilbert là nhà vô địch thế giới vào năm 2012. Một tay đua Bỉ khác đang nổi tiếng là Tom Boonen. Với năm chiến thắng tại Tour de France và nhiều thành tích đua xe đạp khác, tay đua người Bỉ Eddy Merckx được xem là một trong các tay đua vĩ đại nhất mọi thời đại. Cựu thủ môn người Bỉ Jean-Marie Pfaff được nhìn nhận là một trong những thủ môn vĩ đại nhất trong lịch sử bóng đá.
Bỉ từng đăng cai Giải vô địch bóng đá châu Âu 1972, và đồng đăng cai Giải vô địch bóng đá châu Âu 2000 cùng Hà Lan. Đội tuyển bóng đá quốc gia Bỉ từng đứng thứ nhất trong bảng xếp hạng của FIFA vào tháng 11 năm 2015 và tháng 9 năm 2018.
Kim Clijsters và Justine Henin đều từng nhận được danh hiệu vận động viên của năm do Hiệp hội quần vợt nữ trao tặng, họ là những nữ vận động viên quần vợt hạng nhất. Trường đua ô tô Spa-Francorchamps tổ chức Grand Prix Bỉ thuộc giải vô địch công thức một thế giới. Tay đua Bỉ Jacky Ickx từng chiến thắng tám cuộc đua Grands Prix và sáu cuộc đua 24 Hours of Le Mans và hai lần là á quân tại giải vô địch công thức một thế giới. Bỉ cũng có nhiều tiếng tăm về đua mô tô địa hình với tay đua Stefan Everts. Các sự kiện thể thao được tổ chức thường niên tại Bỉ gồm giải điền kinh Memorial Van Damme, giải Grand Prix Bỉ, một số cuộc đua xe đạp cổ điển như Ronde van Vlaanderen và Liège–Bastogne–Liège. Thế vận hội Mùa hè 1920 được tổ chức tại Antwerpen.

### Cước chú
1. ↑  "Diverity according to origin in Belgium". Statbel.
2. ↑  "Data.europa.eu".
3. ↑  "Government type: Belgium". The World Factbook. CIA. Bản gốc lưu trữ ngày 7 tháng 2 năm 2012. Truy cập ngày 19 tháng 12 năm 2011.
4. ↑  "Land use according to the land register" (bằng tiếng Anh). Statbel. ngày 16 tháng 11 năm 2023. Truy cập ngày 31 tháng 7 năm 2024.
5. ↑  "Land use" (bằng tiếng Anh). Statbel. ngày 15 tháng 9 năm 2023. Truy cập ngày 31 tháng 7 năm 2024.
6. ↑  "Surface water and surface water change". Organisation for Economic Co-operation and Development (OECD). Lưu trữ bản gốc ngày 24 tháng 3 năm 2021. Truy cập ngày 11 tháng 10 năm 2020.
7. ↑  "Population Belgium" (PDF) (bằng tiếng Anh). ibz. ngày 1 tháng 1 năm 2025. Truy cập ngày 17 tháng 2 năm 2025.[liên kết hỏng]
8. 1 2 3 4  "World Economic Outlook Database, October 2024 Edition. (Belgium)". www.imf.org. International Monetary Fund. Truy cập ngày 17 tháng 2 năm 2025.
9. ↑  "Gini coefficient of equivalised disposable income – EU-SILC survey". ec.europa.eu. Eurostat. Lưu trữ bản gốc ngày 9 tháng 10 năm 2020. Truy cập ngày 28 tháng 6 năm 2023.
10. ↑  "Human Development Report 2025" (PDF). United Nations Development Programme. ngày 6 tháng 5 năm 2025. Lưu trữ (PDF) bản gốc ngày 6 tháng 5 năm 2025. Truy cập ngày 6 tháng 5 năm 2025.
11. ↑  "List of left- & right-driving countries". WorldStandards.
12. ↑  The Belgian Constitution (PDF). Brussels, Belgium: Belgian House of Representatives. tháng 5 năm 2014. tr. 63. Lưu trữ (PDF) bản gốc ngày 10 tháng 8 năm 2015. Truy cập ngày 10 tháng 9 năm 2015.
13. ↑  Haß, Torsten (ngày 17 tháng 2 năm 2003). "Rezension zu (Review of) Cook, Bernard: Belgium. A History" (bằng tiếng Đức). FH-Zeitung (journal of the Fachhochschule). ISBN 0-8204-5824-4. Bản gốc lưu trữ ngày 9 tháng 6 năm 2007. Truy cập ngày 24 tháng 5 năm 2007. die Bezeichnung Belgiens als "the cockpit of Europe" (James Howell, 1640), die damals noch auf eine kriegerische Hahnenkampf-Arena hindeutete—The book reviewer, Haß, attributes the expression in English to James Howell in 1640. Howell's original phrase "the cockpit of Christendom" became modified afterwards, as shown by:
*Carmont, John. "The Hydra No.1 New Series (November 1917)—Arras And Captain Satan". War Poets Collection. Napier University's Business School. Lưu trữ bản gốc ngày 11 tháng 5 năm 2008. Truy cập ngày 24 tháng 5 năm 2007.—and as such coined for Belgium:
*Wood, James (1907). "Nuttall Encyclopaedia of General Knowledge—Cockpit of Europe". Truy cập ngày 24 tháng 5 năm 2007. Cockpit of Europe, Belgium, as the scene of so many battles between the Powers of Europe. (See also The Nuttall Encyclopaedia)
14. ↑  Leclerc, Jacques (ngày 18 tháng 1 năm 2007). "Belgique • België • Belgien—Région de Bruxelles-Capitale • Brussels Hoofdstedelijk Gewest". L'aménagement linguistique dans le monde (bằng tiếng Pháp). Host: Trésor de la langue française au Québec (TLFQ), Université Laval, Quebec. Lưu trữ bản gốc ngày 9 tháng 6 năm 2007. Truy cập ngày 18 tháng 6 năm 2007. C'est une région officiellement bilingue formant au centre du pays une enclave dans la province du Brabant flamand (Vlaams Brabant)
*"About Belgium". Belgian Federal Public Service (ministry) / Embassy of Belgium in the Republic of Korea. Bản gốc lưu trữ ngày 2 tháng 10 năm 2008. Truy cập ngày 21 tháng 6 năm 2007. the Brussels-Capital Region is an enclave of 162 km² within the Flemish region.
*"Flanders (administrative region)". Microsoft Encarta Online Encyclopedia. Microsoft. 2007. Bản gốc lưu trữ ngày 31 tháng 10 năm 2009. Truy cập ngày 21 tháng 6 năm 2007. The capital of Belgium, Brussels, is an enclave within Flanders.

*McMillan, Eric (tháng 10 năm 1999). "The FIT Invasions of Mons" (PDF). Capital translator, Newsletter of the NCATA, Vol. 21, No. 7, p. 1. National Capital Area Chapter of the American Translators Association (NCATA). Bản gốc (PDF) lưu trữ ngày 26 tháng 6 năm 2007. Truy cập ngày 21 tháng 6 năm 2007. The country is divided into three autonomous regions: Dutch-speaking Flanders in the north, mostly French-speaking Brussels in the center as an enclave within Flanders and French-speaking Wallonia in the south, including the German-speaking Cantons de l'Est.
*Van de Walle, Steven. "Language Facilities in the Brussels Periphery". KULeuven—Leuvens Universitair Dienstencentrum voor Informatica en Telematica. Bản gốc (PDF) lưu trữ ngày 31 tháng 10 năm 2009. Truy cập ngày 21 tháng 6 năm 2007. Brussels is a kind of enclave within Flanders—it has no direct link with Wallonia.
15. ↑  The German-speaking Community at Belgium.be
16. 1 2  "The German-speaking Community". The German-speaking Community. Bản gốc lưu trữ ngày 30 tháng 5 năm 2007. Truy cập ngày 5 tháng 5 năm 2007. The (original) version in German language (already) mentions 73,000 instead of 71,500 inhabitants.
17. ↑  Morris, Chris (ngày 13 tháng 5 năm 2005). "Language dispute divides Belgium". BBC News. Truy cập ngày 8 tháng 5 năm 2007.
18. ↑  Petermann, Simon (ngày 25 tháng 9 năm 2001). "Langues majoritaires, langues minoritaires, dialectes et NTIC" (bằng tiếng Pháp). Belgium—at colloquium IXe Sommet de la francophonie—Initiatives 2001—Ethique et nouvelles technologies, session 6 Cultures et langues, la place des minorités, Bayreuth. Bản gốc lưu trữ ngày 2 tháng 11 năm 2013. Truy cập ngày 4 tháng 5 năm 2007.
19. 1 2 3 4  Fitzmaurice, John (1996). "New Order? International models of peace and reconciliation—Diversity and civil society". Democratic Dialogue Northern Ireland's first think tank, Belfast, Northern Ireland, UK. Bản gốc lưu trữ ngày 25 tháng 1 năm 2014. Truy cập ngày 12 tháng 8 năm 2007.
20. ↑  "Belgium country profile". EUbusiness, Richmond, UK. ngày 27 tháng 8 năm 2006. Bản gốc lưu trữ ngày 7 tháng 10 năm 2009. Truy cập ngày 12 tháng 8 năm 2007.
21. ↑  Karl, Farah; Stoneking, James (1999). "Chapter 27. The Age of Imperialism (Section 2. The Partition of Africa)" (PDF). World History II. Appomattox Regional Governor's School (History Department), Petersburg, Virginia, USA. Bản gốc (PDF) lưu trữ ngày 25 tháng 9 năm 2007. Truy cập ngày 16 tháng 8 năm 2007.
22. ↑  Buoyant Brussels. "Bilingual island in Flanders". UCL. Bản gốc lưu trữ ngày 24 tháng 5 năm 2016. Truy cập ngày 5 tháng 6 năm 2016.
23. ↑  Trần Văn Chánh. Từ điển Hán-Việt — Hán ngữ cổ đại và hiện đại. Nhà xuất bản Từ điển Bách khoa. Năm 2014. Trang 2420.
24. ↑  PGV. Dictionnaire franco-tonkinois illustré. Hà Nội: FH Schneider, 1898. tr 401
25. ↑  Bunson, Matthew (1994). Encyclopedia of the Roman Empire (ấn bản thứ 352). Facts on File, New York. tr. 169. ISBN 0 8160 2135 X.
26. ↑  Bunson, Matthew (1994). Encyclopedia of the Roman Empire . Facts on File, New York. tr. 169. ISBN 0-8160-2135-X.
27. 1 2  Cook, Bernard A. (2002). Belgium: A History. Studies in Modern European History, Vol. 50. Peter Lang Pub, New York. tr. 3. ISBN 0-8204-5824-4.
Ib. e-book (2004) NetLibrary, Boulder, Colorado, United States, ISBN 0-8204-7283-2 [Also print edition (ISBNDB.com Lưu trữ ngày 27 tháng 9 năm 2007 tại Wayback Machine 2004-06-30) or (Peterlang.com Lưu trữ ngày 27 tháng 9 năm 2007 tại Wayback Machine 2005), ISBN 0-8204-7647-1]
28. ↑  Edmundson, George (1922). "Chapter I: The Burgundian Netherlands". History of Holland. The University Press, Cambridge. Republished: Authorama. Truy cập ngày 15 tháng 12 năm 2010.
29. ↑  Edmundson, George (1922). "Chapter II: Habsburg Rule in the Netherlands". History of Holland. The University Press, Cambridge. Republished: Authorama. Truy cập ngày 9 tháng 6 năm 2007.
30. ↑  Dobbelaere, Karel; Voyé, Liliane (1990). "From Pillar to Postmodernity: The Changing Situation of Religion in Belgium" (PDF). www-oxford.op.org (The Allen Review). Online at Oxford Journals, Oxford University Press. tr. S1. Truy cập ngày 25 tháng 2 năm 2011. {{Chú thích tạp chí}}: Chú thích magazine cần |magazine= (trợ giúp)
31. ↑  Gooch, Brison Dowling (1963). Belgium and the February Revolution. Martinus Nijhoff Publishers, The Hague, Netherlands. tr. 112. Bản gốc lưu trữ ngày 28 tháng 6 năm 2011. Truy cập ngày 18 tháng 10 năm 2010.
32. ↑  "National Day and feast days of Communities and Regions". Belgian Federal Government. Lưu trữ bản gốc ngày 24 tháng 7 năm 2011. Truy cập ngày 20 tháng 7 năm 2011.
33. ↑  Deschouwer, Kris (tháng 1 năm 2004). "Ethnic structure, inequality and governance of the public sector in Belgium" (PDF). United Nations Research Institute for Social Development (UNRISD). Bản gốc (PDF) lưu trữ ngày 14 tháng 6 năm 2007. Truy cập ngày 22 tháng 5 năm 2007.
34. ↑  Forbath, Peter (1977). The River Congo: The Discovery, Exploration and Exploitation of the World's Most Dramatic Rivers. Harper & Row. tr. 278. ISBN 978-0061224904.
35. ↑  Meredith, Martin (2005). The State of Africa. Jonathan Ball. tr. 95–96(?). ISBN 978-1868422203.
36. ↑  Arango, Ramon (1961). Leopold III and the Belgian Royal Question. Baltimore: The Johns Hopkins Press. tr. 108.
37. ↑  "The Congolese Civil War 1960–1964". BBC News. Truy cập ngày 29 tháng 4 năm 2010.
38. 1 2 3  "Belgium". The World Factbook. Central Intelligence Agency. Bản gốc lưu trữ ngày 10 tháng 7 năm 2016.
39. ↑  (tiếng Hà Lan) Geografische beschrijving van België – Over Belgie – Portaal Belgische Overheid. Belgium.be. Truy cập ngày 12 tháng 8 năm 2013.
40. ↑  "Belgium—The land—Relief". Encyclopædia Britannica. Encyclopædia Britannica, Chicago, Illinois, US. 2007. Bản gốc lưu trữ ngày 17 tháng 12 năm 2013. Truy cập ngày 3 tháng 7 năm 2007.
41. ↑  "Geography of Belgium". 123independenceday.com. Lưu trữ bản gốc ngày 12 tháng 9 năm 2007. Truy cập ngày 10 tháng 8 năm 2007.
42. ↑  "Life—Nature" (PDF). Office for Official Publications of the European Communities. 2005. Truy cập ngày 10 tháng 8 năm 2007.
43. ↑  Peel, Murray C.; Finlayson, Bryan L.; McMahon, T. A. (2007). "Updated world map of the Köppen–Geiger climate classification". Hydrology and Earth System Sciences. Quyển 11 số 5. tr. 1633–1644. doi:10.5194/hess-11-1633-2007. ISSN 1027-5606.{{Chú thích tạp chí}}:  Quản lý CS1: DOI truy cập mở nhưng không được đánh ký hiệu (liên kết) (direct: Final Revised Paper)
44. ↑  "Climate averages—Brussels". EuroWEATHER/EuroMETEO, Nautica Editrice Srl, Rome, Italy. Bản gốc lưu trữ ngày 23 tháng 7 năm 2011. Truy cập ngày 27 tháng 5 năm 2007.
45. ↑  "Kerncijfers 2006 – Statistisch overzicht van België" (PDF) (bằng tiếng Hà Lan). Belgian Federal Government Service (ministry) of Economy—Directorate-general Statistics Belgium. tr. 9–10. Bản gốc (PDF) lưu trữ ngày 5 tháng 6 năm 2007. Truy cập ngày 8 tháng 5 năm 2007.
46. ↑  Takhtajan, Armen, 1986. Floristic Regions of the World. (translated by T.J. Crovello and A. Cronquist). University of California Press, Berkeley.
47. ↑  "Atlantic mixed forests". Khu vực sinh thái lục địa. Quỹ Quốc tế Bảo vệ Thiên nhiên.
48. ↑  López Pintor, Rafael; Gratschew, Maria (2002). "Voter Turnout Rates from a Comparative Perspective" (PDF). IDEA. Bản gốc (PDF) lưu trữ ngày 21 tháng 11 năm 2011. Truy cập ngày 22 tháng 6 năm 2011.
49. ↑  "The Belgian Constitution – Article 99" (PDF). Belgian House of Representatives. tháng 1 năm 2009. Bản gốc (PDF) lưu trữ ngày 6 tháng 7 năm 2011. Truy cập ngày 26 tháng 6 năm 2011.
50. ↑  "Belgium 1831 (rev. 2012)". Constitute. Truy cập ngày 30 tháng 3 năm 2015.
51. ↑  "Belgium, a federal state". Belgium.be. Truy cập ngày 26 tháng 11 năm 2010.
52. 1 2  "Background Note: Belgium". U.S. Department of States. ngày 29 tháng 4 năm 2010. Truy cập ngày 26 tháng 11 năm 2010.
53. ↑  "Belgium – Political parties". European Election Database. Norwegian Social Science Data Services. 2010. Bản gốc lưu trữ ngày 27 tháng 4 năm 2011. Truy cập ngày 10 tháng 12 năm 2010.
54. ↑  Tyler, Richard (ngày 8 tháng 6 năm 1999). "Dioxin contamination scandal hits Belgium: Effects spread through European Union and beyond". World Socialist Web Site (WSWS). International Committee of the Fourth International (ICFI). Truy cập ngày 16 tháng 7 năm 2016.
55. ↑  ElAmin, Ahmed (ngày 31 tháng 1 năm 2006) Belgium, Netherlands meat sectors face dioxin crisis. foodproductiondaily.com
56. ↑  European Commission (ngày 16 tháng 6 năm 1999). "Food Law News—EU : CONTAMINANTS—Commission Press Release (IP/99/399) Preliminary results of EU-inspection to Belgium". School of Food Biosciences, University of Reading, UK. Bản gốc lưu trữ ngày 27 tháng 9 năm 2006. Truy cập ngày 29 tháng 5 năm 2007.
57. ↑  "Belgium's "rainbow" coalition sworn in". BBC News. ngày 12 tháng 7 năm 1999. Truy cập ngày 20 tháng 5 năm 2007.
58. ↑  "La Chambre des représentants—Composition" [Composition of the Chamber of Representatives] (PDF) (bằng tiếng Pháp). The Chamber of Representatives of Belgium. ngày 9 tháng 3 năm 2006. Lưu trữ (PDF) bản gốc ngày 7 tháng 11 năm 2006. Truy cập ngày 25 tháng 5 năm 2007.
59. ↑  "Rwanda". tiscali.reference. Tiscali UK. Lưu trữ bản gốc ngày 24 tháng 9 năm 2009. Truy cập ngày 27 tháng 5 năm 2007. The article shows an example of Belgium's recent African policies.
60. ↑  "Belgian demand halts NATO progress". CNN. ngày 16 tháng 2 năm 2003. Bản gốc lưu trữ ngày 16 tháng 1 năm 2005. Truy cập ngày 16 tháng 6 năm 2007.
61. ↑  "Belgium minor first to be granted euthanasia - BBC News". bbc.co.uk. Truy cập ngày 6 tháng 1 năm 2017.
62. ↑  "Time-line Belgium". BBC News. ngày 5 tháng 1 năm 2009. Truy cập ngày 16 tháng 7 năm 2009. 2007 September – Belgium without a government for 100 days.
63. ↑  Bryant, Elizabeth (ngày 12 tháng 10 năm 2007). "Divisions could lead to a partition in Belgium". San Francisco Chronicle. Truy cập ngày 28 tháng 5 năm 2008.
64. ↑  Hughes, Dominic (ngày 15 tháng 7 năm 2008). "Analysis: Where now for Belgium?". BBC News. Truy cập ngày 16 tháng 7 năm 2008.
65. ↑  Banks, Martin (ngày 6 tháng 9 năm 2010). "Fears over 'break up' of Belgium". The Daily Telegraph. Luân Đôn. Lưu trữ bản gốc ngày 9 tháng 9 năm 2010. Truy cập ngày 6 tháng 9 năm 2010.
66. 1 2  "Belgian PM offers his resignation". BBC News. ngày 15 tháng 7 năm 2008. Truy cập ngày 29 tháng 4 năm 2010.
67. ↑  CNN.com Lưu trữ ngày 1 tháng 2 năm 2009 tại Wayback Machine, "Belgium Prime Minister offers resignation over banking deal"
68. ↑  Belgian king asks Van Rompuy to form government Reuters.
69. ↑  "Prime Minister Leterme resigns after liberals quit government". France 24. ngày 22 tháng 4 năm 2010. Truy cập ngày 22 tháng 4 năm 2010.
70. ↑  "King Albert II accepts resignation of Prime Minister Yves Leterme". France 24. Truy cập ngày 29 tháng 4 năm 2010.
71. ↑  "Federal Elections in Belgium – Chamber of Representatives Results".
72. ↑  Kovacevic, Tamara (ngày 6 tháng 5 năm 2015). "Reality Check: How long can nations go without governments?". BBC News Online. Truy cập ngày 25 tháng 3 năm 2016.
73. ↑  Kramer, Johannes (1984). Zweisprachigkeit in den Benelux-ländern (bằng tiếng Đức). Buske Verlag. tr. 69. ISBN 3-87118-597-3. Zur prestige Sprache wurde in den Spanischen Niederlanden ganz eindeutig das Französische. Die Vertreter Spaniens beherrschten normalerweise das Französische, nicht aber das Niederländische; ein beachtlicher Teil der am Hofe tätigen Adligen stammte aus Wallonien, das sich ja eher auf die spanische Seite geschlagen hatte als Flandern und Brabant. In dieser Situation war es selbstverständlich, dass die flämischen Adligen, die im Laufe der Zeit immer mehr ebenfalls zu Hofbeamten wurden, sich des Französischen bedienen mussten, wenn sie als gleichwertig anerkannt werden wollten. [Transl.: The prestigious language in the Spanish Netherlands was clearly French. Spain's representatives usually mastered French but not Dutch; a notable part of the nobles at the court came from Wallonia, which had taken party for the Spanish side to a higher extent than Flanders and Brabant. It was therefore evident within this context that the Flemish nobility, of which a progressively larger number became servants of the court, had to use French, if it wanted to get acknowledged as well.]
74. ↑  Witte, Els; Craeybeckx, Jan; Meynen, Alain (2009). Political History of Belgium: From 1830 Onwards. Brussels: Academic and Scientific Publishers. tr. 56.
75. 1 2  Fitzmaurice (1996), p. 31.
76. 1 2  "Belgium". European Election Database. Norwegian Social Science Data Services. 2010. Truy cập ngày 8 tháng 12 năm 2010.
77. ↑  Willemyns, Roland (2002). "The Dutch-French Language Border in Belgium" (PDF). Journal of Multilingual and Multicultural Development. Quyển 23 số 1&2. tr. 36–49. doi:10.1080/01434630208666453. Bản gốc (PDF) lưu trữ ngày 26 tháng 6 năm 2007. Truy cập ngày 22 tháng 6 năm 2007. {{Chú thích tạp chí}}: Đã định rõ hơn một tham số trong |archiveurl= và |archive-url= (trợ giúp)
78. ↑  "The Belgian Constitution – Article 4" (PDF). Belgian House of Representatives. tháng 1 năm 2009. Bản gốc (PDF) lưu trữ ngày 6 tháng 7 năm 2011. Truy cập ngày 26 tháng 6 năm 2011.
79. ↑  Fitzmaurice (1996), p. 121
80. ↑  Fitzmaurice (1996), p. 122.
81. 1 2  "The Federal Government's Powers". .be Portal. Belgian Federal Government. Truy cập ngày 4 tháng 2 năm 2011.
82. ↑  Lagasse, Charles-Etienne (2003). Les nouvelles institutions politiques de la Belgique et de l'Europe. Namur: Erasme. tr. 289. ISBN 2-87127-783-4. In 2002, 58.92% of the fiscal income was going to the budget of the federal government, but more than one-third was used to pay the interests of the public debt. Without including this post, the share of the federal government budget would be only 48.40% of the fiscal income. There are 87.8% of the civil servants who are working for the Regions or the Communities and 12.2% for the Federal State.
83. ↑  "The Communities". .be Portal. Belgian Federal Government. Truy cập ngày 26 tháng 6 năm 2011.
84. ↑  "The Regions". .be Portal. Belgian Federal Government. Truy cập ngày 26 tháng 6 năm 2011.
85. ↑  Lagasse, Charles-Etienne. Les nouvelles institutions de la Belgique et de l'Europe (bằng tiếng Pháp). tr. 603. [Le fédéralisme belge] repose sur une combinaison unique d'équipollence, d'exclusivité et de prolongement international des compétences. ([Belgian federalism] is based on a unique combination of equipollence, of exclusivity, and of international extension of competences.)
86. ↑  Suinen, Philippe (tháng 10 năm 2000). "Une Première mondiale". Le Monde diplomatique (bằng tiếng Pháp). Dans l'organisation de ces autonomies, la Belgique a réalisé une « première » mondiale: afin d'éviter la remise en cause, par le biais de la dimension internationale, de compétences exclusives transférées aux entités fédérées, les communautés et régions se sont vu reconnaître une capacité et des pouvoirs internationaux. (In organizing its autonomies, Belgium realized a World's First: to avoid a relevant stalemate, international consequences caused transfers of exclusive competences to federal, community and regional entities that are recognised to have become internationally enabled and enpowered.)
87. ↑  "Defence Data of Belgium in 2010". European Defence Agency. Lưu trữ bản gốc ngày 24 tháng 9 năm 2012. Truy cập ngày 9 tháng 8 năm 2012.
88. ↑  "Defensie La Défense". Lưu trữ bản gốc ngày 14 tháng 6 năm 2011. Truy cập ngày 15 tháng 6 năm 2011.
89. ↑  David Isby and Charles Kamps Jr, 'Armies of NATO's Central Front,' Jane's Publishing Company, 1985, p.59
90. ↑  Bỉ xếp hạng nhất trong chỉ số toàn cầu hoá KOF 2009ETH Zürich (biên tập). "KOF Index of Globalization". Truy cập ngày 2 tháng 2 năm 2009.
91. ↑  "Rank Order – Exports". CIA – The 2008 world factbook. Lưu trữ bản gốc ngày 4 tháng 10 năm 2008. Truy cập ngày 5 tháng 10 năm 2008. 15[th]: Belgium $322,200,000,000 (2007 est.)
92. ↑  "Rank Order – Imports". CIA – The 2008 world factbook. Lưu trữ bản gốc ngày 4 tháng 10 năm 2008. Truy cập ngày 5 tháng 10 năm 2008. 15[th]: Belgium $323,200,000,000 (2007 est.)
93. ↑  "Belgian economy". Belgium. Belgian Federal Public Service (ministry) of Foreign Affairs, Foreign Trade and Development Cooperation. Lưu trữ bản gốc ngày 15 tháng 6 năm 2009. Truy cập ngày 12 tháng 6 năm 2009. Belgium is the world leader in terms of export per capita and can justifiably call itself the 'world's largest exporter'.
94. ↑  "Wallonia in 'decline' thanks to politicians". Expatica Communications BV. ngày 9 tháng 3 năm 2005. Bản gốc lưu trữ ngày 29 tháng 9 năm 2007. Truy cập ngày 16 tháng 6 năm 2007.
95. ↑  "L'Union économique belgo-luxembourgeoise" (bằng tiếng Pháp). Luxembourgian Ministry of Foreign Affairs. Bản gốc lưu trữ ngày 30 tháng 9 năm 2011. Truy cập ngày 15 tháng 6 năm 2011.
96. ↑  "Industrial History Belgium". European Route of Industrial Heritage. Bản gốc lưu trữ ngày 31 tháng 7 năm 2013. Truy cập ngày 8 tháng 5 năm 2007.
97. ↑  Rioux, Jean-Pierre (1989). La révolution industrielle (bằng tiếng Pháp). Paris: Seuil. tr. 105. ISBN 2-02-000651-0.
98. ↑  "Industrial History, Belgium". European route of industrial heritage. Bản gốc lưu trữ ngày 31 tháng 7 năm 2010. Truy cập ngày 8 tháng 11 năm 2017.
99. ↑  Vanhaute, Eric; Paping, Richard; Ó Gráda, Cormac (2006). The European subsistence crisis of 1845–1850: a comparative perspective (PDF). IEHC. Helsinki. Truy cập ngày 31 tháng 5 năm 2011.
100. ↑  Vanhaute, Eric (2007). "'So worthy an example to Ireland'. The subsistance and industrial crisis of 1845–1850 in Flanders". When the potato failed. Causes and effects of the 'last' European subsistance crisis, 1845–1850. Brepols. tr. 123–148. ISBN 978-2-503-51985-2. Bản gốc (PDF) lưu trữ ngày 22 tháng 7 năm 2011. Truy cập ngày 31 tháng 5 năm 2011.
101. ↑  "Background Note: Belgium". US Department of State, Bureau of European and Eurasian Affairs. tháng 4 năm 2007. Lưu trữ bản gốc ngày 8 tháng 5 năm 2007. Truy cập ngày 8 tháng 5 năm 2007.
102. ↑  Vanhaverbeke, Wim. "Het belang van de Vlaamse Ruit vanuit economisch perspectief The importance of the Flemish Diamond from an economical perspective" (bằng tiếng Hà Lan). Netherlands Institute of Business Organization and Strategy Research, University of Maastricht. Bản gốc lưu trữ ngày 14 tháng 3 năm 2007. Truy cập ngày 19 tháng 5 năm 2007.
103. ↑  "The World Factbook—(Rank Order—Public debt)". CIA. ngày 17 tháng 4 năm 2007. Bản gốc lưu trữ ngày 13 tháng 6 năm 2007. Truy cập ngày 8 tháng 5 năm 2007.
104. ↑  "Key figures". National Bank of Belgium. Bản gốc lưu trữ ngày 30 tháng 4 năm 2007. Truy cập ngày 19 tháng 5 năm 2007.
105. ↑  "EurActiv". Belgium makes place for urban enterprises. EurActiv. Lưu trữ bản gốc ngày 30 tháng 4 năm 2011. Truy cập ngày 19 tháng 3 năm 2011.
106. 1 2  Panorama of Transport (PDF). Office for Official Publications of the European Communities. 2003. ISBN 92-894-4845-8. Bản gốc (PDF) lưu trữ ngày 7 tháng 8 năm 2011. Truy cập ngày 8 tháng 11 năm 2017.
107. ↑  Fidler, Stephen (ngày 3 tháng 11 năm 2010). "Europe's Top Traffic Jam Capitals". Wallstreet Journal. Truy cập ngày 21 tháng 6 năm 2011.
108. ↑  Another comparative study on transportation in Belgium: OECD environmental performance reviews: Belgium. OECD. 2007. ISBN 92-64-03111-1.
109. ↑  "Double record for freight volume". port of Antwerp. Truy cập ngày 23 tháng 2 năm 2017.
110. ↑  "The Belgian Crisis". The Belgian Crisis. Truy cập ngày 5 tháng 6 năm 2016.
111. ↑  John Lichfield (2007). "Belgium: A nation divided". Independent. Truy cập ngày 5 tháng 6 năm 2016.
112. ↑  Cook, B.A. (2002). Belgium: A History. Peter Lang. tr. 139. ISBN 9780820458243. Truy cập ngày 6 tháng 1 năm 2017.
113. ↑  "Rembert Dodoens: iets over zijn leven en werk—Dodoens' werken". Plantaardigheden—Project Rembert Dodoens (Rembertus Dodonaeus) (bằng tiếng Hà Lan). Balkbrug: Stichting Kruidenhoeve/Plantaardigheden. ngày 20 tháng 12 năm 2005. Lưu trữ bản gốc ngày 10 tháng 6 năm 2007. Truy cập ngày 17 tháng 5 năm 2007. ... het Cruijdeboeck, dat in 1554 verscheen. Dit meesterwerk was na de bijbel in die tijd het meest vertaalde boek. Het werd gedurende meer dan een eeuw steeds weer heruitgegeven en gedurende meer dan twee eeuwen was het het meest gebruikte handboek over kruiden in West-Europa. Het is een werk van wereldfaam en grote wetenschappelijke waarde. De nieuwe gedachten die Dodoens erin neerlegde, werden de bouwstenen voor de botanici en medici van latere generaties. (... the Cruijdeboeck, published in 1554. This masterpiece was, after the Bible, the most translated book in that time. It continued to be republished for more than a century and for more than two centuries it was the mostly used referential about herbs. It is a work with world fame and great scientific value. The new thoughts written down by Dodoens, became the building bricks for botanists and physicians of later generations.)
114. ↑  O'Connor, J. J.; Robertsonfirst2=E. F. (2004). "Simon Stevin". School of Mathematics and Statistics, University of St Andrews, Scotland. Lưu trữ bản gốc ngày 9 tháng 6 năm 2007. Truy cập ngày 11 tháng 5 năm 2007. Although he did not invent decimals (they had been used by the Arabs and the Chinese long before Stevin's time) he did introduce their use in mathematics in Europe.{{Chú thích web}}:  Quản lý CS1: tên số: danh sách tác giả (liên kết)
115. ↑  "Abstract (*)". S. Karger AG, Basel. Truy cập ngày 11 tháng 5 năm 2007. The importance of A. Vesalius' publication 'de humani corporis fabrica libri septem' cannot be overestimated. (*) Free abstract for pay-per-view article byDe Broe, Marc E.; De Weerdt, Dirk L.; Ysebaert, Dirk K.; Vercauteren, Sven R.; De Greef, Kathleen E.; De Broe, Luc C. (1999). "The Low Countries – 16th/17th century" (PDF). American Journal of Nephrology. Quyển 19 số 2. tr. 282–9. doi:10.1159/000013462. PMID 10213829.
116. ↑  Midbon, Mark (ngày 24 tháng 3 năm 2000). "'A Day Without Yesterday': Georges Lemaitre & the Big Bang". Commonweal, republished: Catholic Education Resource Center (CERC). tr. 18–19. Lưu trữ bản gốc ngày 6 tháng 7 năm 2007. Truy cập ngày 7 tháng 6 năm 2007.
117. ↑  Carson, Patricia (2001). The Fair Face of Flanders. Lannoo Uitgeverij. tr. 136. ISBN 90-209-4385-5.
118. ↑  Day, Lance (2003). Lance Day; Ian McNeil (biên tập). Biographical Dictionary of the History of Technology. Routledge. tr. 1135. ISBN 0-203-02829-5.
119. ↑  Woodward, Gordon (2003). Lance Day; Ian McNeil (biên tập). Biographical Dictionary of the History of Technology. Routledge. tr. 523. ISBN 0-203-02829-5.
120. ↑  Larsson, Ulf (2001). Cultures of Creativity: the Centennial Exhibition of the Nobel Prize. Science History Publications. tr. 211. ISBN 0-88135-288-8.
121. ↑  "Georges Lemaître, Father of the Big Bang". American Museum of Natural History. 2000. Bản gốc lưu trữ ngày 17 tháng 1 năm 2013. Truy cập ngày 9 tháng 12 năm 2010.
122. ↑  "The Nobel Prize in Chemistry 1977". Nobelprize.org. Lưu trữ bản gốc ngày 3 tháng 12 năm 2010. Truy cập ngày 9 tháng 12 năm 2010.
123. ↑  O'Connor, John J.; Robertson, Edmund F., "Pierre Deligne", Bộ lưu trữ lịch sử toán học MacTutor, Đại học St. Andrews (Retrieved ngày 10 tháng 11 năm 2011)
124. ↑  O'Connor, John J.; Robertson, Edmund F., "Jean Bourgain", Bộ lưu trữ lịch sử toán học MacTutor, Đại học St. Andrews (Retrieved ngày 10 tháng 11 năm 2011)
125. 1 2
126. ↑  "Quelques résultats des précédents recensements—Indicateurs de logement (1991)" (bằng tiếng Pháp). Belgian Federal Government Service (ministry) of Economy—Directorate-general Statistics Belgium. 2006. Bản gốc lưu trữ ngày 25 tháng 6 năm 2007. Truy cập ngày 8 tháng 5 năm 2007.
127. ↑  "Belgium – Market essentials" (PDF). British chamber of commerce in Belgium. Bản gốc (PDF) lưu trữ ngày 29 tháng 4 năm 2011. Truy cập ngày 7 tháng 1 năm 2011.
128. ↑  Belgian Federal Government. "Population par sexe et nationalité pour la Belgique et les régions, 2001 et 2011" (bằng tiếng Pháp). Bản gốc lưu trữ ngày 31 tháng 10 năm 2012. Truy cập ngày 31 tháng 8 năm 2012.
129. ↑  Perrin, Nicolas (tháng 4 năm 2006). "European Migration Network—Annual Statistical Report on migration and asylum in Belgium (Reference year 2003)—section A. 1) b) Population by citizenship & c) Third country nationals, 1 January 2004" (PDF). Study Group of Applied Demographics (Gédap). Belgian Federal Government Service (ministry) of Interior—Immigration Office. tr. 5–9. Bản gốc (PDF) lưu trữ ngày 14 tháng 6 năm 2007. Truy cập ngày 28 tháng 5 năm 2007.
130. ↑  De vreemde bevolking. ecodata.mineco.fgov.be
131. ↑  L'IMMIGRATION EN BELGIQUE. EFFECTIFS, MOUVEMENTS. ET MARCHE DU TRAVAIL. Rapport 2009. Direction générale Emploi et marché du travai
132. ↑  Belgian Federal Government. "Structure de la population selon le pays de naissance" (bằng tiếng Pháp). Bản gốc lưu trữ ngày 25 tháng 8 năm 2012. Truy cập ngày 31 tháng 8 năm 2012.
133. ↑  BuG 155 – Bericht uit het Gewisse – 01 januari 2012. npdata.be (ngày 1 tháng 1 năm 2012).
134. 1 2  BuG 159 – Bericht uit het Gewisse – 7 mei 2012. npdata.be (ngày 7 tháng 5 năm 2012).
135. ↑  Voor het eerst meer Marokkaanse dan Italiaanse migranten Lưu trữ ngày 18 tháng 1 năm 2014 tại Wayback Machine. hbvl.be. 21 tháng 5 2007
136. ↑  "appsso.eurostat.ec.europa.eu/nui/show.do?dataset=urb_lpop1&lang=en". appsso.eurostat.ec.europa.eu. Truy cập ngày 6 tháng 1 năm 2017.
137. ↑  Lewis, M. Paul, biên tập (2009). Languages of Belgium . Dallas, Texas, U.S.A.: SIL International. tr. 1, 248. ISBN 978-1-55671-216-6. Truy cập ngày 27 tháng 2 năm 2011. {{Chú thích sách}}: Đã bỏ qua |work= (trợ giúp)
138. ↑  de Witte, Bruno (1996). Rainey, Anson F. (biên tập). "Surviving in Babel? Language rights and European integration". Canaanite in the Amarna tablets. Quyển 1. Brill. tr. 122. ISBN 90-04-10521-2.
139. ↑  "Belgium Market background". British Council. Bản gốc lưu trữ ngày 22 tháng 11 năm 2007. Truy cập ngày 5 tháng 5 năm 2007. The capital Brussels, 80–85 percent French-speaking, ...—Strictly, the capital is the municipality (City of) Brussels, though the Brussels-Capital Region might be intended because of its name and also its other municipalities housing institutions typical for a capital.
140. ↑  "Citizens from other countries in the German-speaking Community". The German-speaking Community. Bản gốc lưu trữ ngày 28 tháng 6 năm 2007. Truy cập ngày 5 tháng 5 năm 2007.
141. ↑  "German (Belgium)—Overview of the language". Mercator, Minority Language Media in the European Union, supported by the European Commission and the University of Wales. Bản gốc lưu trữ ngày 11 tháng 5 năm 2011. Truy cập ngày 7 tháng 5 năm 2007.
142. ↑  Leclerc, Jacques (ngày 19 tháng 4 năm 2006). "Belgique • België • Belgien—La Communauté germanophone de Belgique". L'aménagement linguistique dans le monde (bằng tiếng Pháp). Host: Trésor de la langue française au Québec (TLFQ), Université Laval, Quebec. Bản gốc lưu trữ ngày 3 tháng 5 năm 2007. Truy cập ngày 7 tháng 5 năm 2007.
143. ↑  Feller Jules (1912). Notes de philologie wallonne. Liège: Vaillant Carmanne.
144. 1 2  Among Belgium native German speakers many are familiar with the local dialect varieties of their region, that include dialects that spill over into neighboring Luxembourg and Germany.Gordon, Raymond G. Jr., biên tập (2005). Languages of Belgium . Dallas, Texas, U.S.A.: SIL International. {{Chú thích sách}}: Đã bỏ qua |work= (trợ giúp) (Online version: Sixteenth edition)
145. 1 2  Eurobarometer 437: Discrimination in the EU in 2015. European Commission. Bản gốc lưu trữ ngày 15 tháng 10 năm 2017. Truy cập ngày 15 tháng 10 năm 2017 – qua GESIS.
146. 1 2 3  Loopbuyck, P.; Torfs, R. (2009). The world and its people – Belgium, Luxembourg and the Netherlands. Quyển 4. Marshall Cavendish. tr. 499. ISBN 0-7614-7890-6.
147. ↑  "Churchgoers in Brussels threatened with extinction". Brusselnieuws.be (bằng tiếng Hà Lan). ngày 30 tháng 11 năm 2010. Truy cập ngày 4 tháng 9 năm 2011.
148. ↑  Kerken lopen zeer geleidelijk helemaal leeg – Dutch news article describing church attendance in Flanders. Standaard.be (ngày 25 tháng 11 năm 2010). Truy cập ngày 26 tháng 9 năm 2011.
149. ↑  Eurobarometer Biotechnology report 2010 Lưu trữ ngày 30 tháng 4 năm 2011 tại Wayback Machine p.381.
150. ↑  "Discrimination in the EU in 2012" (PDF), Special Eurobarometer, 383, European Union: European Commission, tr. 233, 2012, Bản gốc (PDF) lưu trữ ngày 2 tháng 12 năm 2012, truy cập ngày 14 tháng 8 năm 2013 {{Chú thích}}: Đã định rõ hơn một tham số trong |archiveurl= và |archive-url= (trợ giúp)
151. ↑  "State and Church in BELGIUM". euresisnet.eu. ngày 31 tháng 10 năm 2007. Bản gốc lưu trữ ngày 17 tháng 7 năm 2010.
152. ↑  Ghiuzeli, Haim F. The Jewish Community of Antwerp, Belgium. Beit Hatfutsot, the Museum of the Jewish People
153. ↑  Inquiry by 'Vepec', 'Vereniging voor Promotie en Communicatie' (Organization for Promotion and Communication), published in Knack magazine 22 November 2006 p. 14 [The Dutch language term 'gelovig' is in the text translated as 'religious'. More precisely it is a very common word for believing in particular in any kind of God in a monotheistic sense, or in some afterlife], or both.
154. ↑  "In België wonen 650.000 muslims". Indy Media. ngày 12 tháng 9 năm 2008. Truy cập ngày 16 tháng 7 năm 2016.
155. ↑  Voor het eerst meer Marokkaanse dan Italiaanse migranten Lưu trữ ngày 18 tháng 1 năm 2014 tại Wayback Machine. hbvl.be. 21 May 2007
156. ↑  "Moslims in België per gewest, provincie en gemeente". Npdata.be. ngày 18 tháng 9 năm 2015. Truy cập ngày 9 tháng 3 năm 2016.
157. 1 2 3  Corens, Dirk (2007). "Belgium, health system review" (PDF). Health Systems in Transition. Quyển 9 số 2. European Observatory on Health Systems and Policies. Bản gốc (PDF) lưu trữ ngày 23 tháng 5 năm 2011. Truy cập ngày 8 tháng 11 năm 2017.
158. ↑  Hofman, Roelande H.; Hofman, W. H. A.; Gray, J. M.; Daly, P. (2004). Institutional context of education systems in Europe: a cross-country comparison on quality and equity. Kluwer Academic Publishers. tr. 97, 105. ISBN 1-4020-2744-3. Extracts:
 p. 97,
 p. 105
159. ↑  "Table 388. Percentage of population enrolled in secondary and postsecondary institutions, by age group and country – Chapter 6. International Comparisons of Education, data: 2002". Digest of Education Statistics—Tables and Figures. National Center for Education Statistics, Institute of Education Sciences (IES), US Department of Education. 2005. Truy cập ngày 6 tháng 6 năm 2007.
160. ↑  "I. Monitoring Human Development: Enlarging peoples's choices ... —5. Human poverty in OECD, Eastern Europe and the CIS" (PDF). Human Development Indicators. United Nations Development Programme (UNDP). 2000. tr. 172–173. Lưu trữ (PDF) bản gốc ngày 14 tháng 6 năm 2007. Truy cập ngày 6 tháng 6 năm 2007.
161. ↑  "Range of rank on the PISA 2006 science scale" (PDF). OECD. Truy cập ngày 27 tháng 2 năm 2011.
162. ↑  De Meyer, Inge; Pauly, Jan; Van de Poele, Luc (2005). "Learning for Tomorrow's Problems – First Results from PISA2003" (PDF). Ministry of the Flemish Community – Education Department; University of Ghent – Department of Education, Ghent, Belgium (Online by OECD). tr. 52. Truy cập ngày 27 tháng 2 năm 2011. {{Chú thích tạp chí}}: Chú thích magazine cần |magazine= (trợ giúp)
163. ↑  De Ley, Herman (2000). "Humanists and Muslims in Belgian Secular Society (Draft version)". Centrum voor Islam in Europe (Centre for Islam in Europe), Ghent University. Bản gốc lưu trữ ngày 9 tháng 6 năm 2007. Truy cập ngày 7 tháng 6 năm 2007.
164. ↑  "Belgium—Arts and cultural education". Compendium of Cultural Policies and Trends in Europe, 8th edition. Council of Europe / ERICarts. 2007. Bản gốc lưu trữ ngày 31 tháng 8 năm 2007. Truy cập ngày 8 tháng 5 năm 2007.
165. ↑  "Belgique". European Culture Portal. European Commission. 2007. Lưu trữ bản gốc ngày 24 tháng 12 năm 2007. Truy cập ngày 10 tháng 5 năm 2007.
166. ↑  Gonthier, Adrien (2003). "Frontière linguistique, frontière politique, une presse en crise". Le Monde diplomatique (bằng tiếng Pháp). Truy cập ngày 17 tháng 6 năm 2008.
167. ↑  Mumford, David (2008). The World Today Series. Western Europe/2007. ISBN 1-887985-89-1. {{Chú thích sách}}: Đã bỏ qua |work= (trợ giúp)
168. ↑  "Low Countries, 1000–1400 AD". Timeline of Art History. Metropolitan Museum of Art. 2007. Lưu trữ bản gốc ngày 15 tháng 4 năm 2007. Truy cập ngày 10 tháng 5 năm 2007.
169. ↑  "Low Countries, 1400–1600 AD". Timeline of Art History. Metropolitan Museum of Art. 2007. Lưu trữ bản gốc ngày 29 tháng 4 năm 2007. Truy cập ngày 10 tháng 5 năm 2007.
170. ↑  Hendrick, Jacques (1987). La peinture au pays de Liège (bằng tiếng Pháp). Liège: Editions du Perron. tr. 24. ISBN 2-87114-026-X.
171. ↑  Guratzsch, Herwig (1979). Die große Zeit der niederländische Malerei (bằng tiếng Đức). Freiburg im Beisgau: Verlag Herder. tr. 7.
172. ↑  "Low Countries, 1600–1800 AD". Timeline of Art History. Metropolitan Museum of Art. 2007. Lưu trữ bản gốc ngày 13 tháng 5 năm 2007. Truy cập ngày 10 tháng 5 năm 2007.
173. ↑  "Art History: Flemish School: (1600–1800)—Artists: (biography & artworks)". World Wide Arts Resources. ngày 5 tháng 2 năm 2006. Bản gốc lưu trữ ngày 13 tháng 10 năm 2009. Truy cập ngày 10 tháng 5 năm 2007.—A general presentation of the Flemish artistic movement with a list of its artists, linking to their biographies and artworks
174. ↑  "Belgian Artists: (biographies & artworks)". World Wide Arts Resources. ngày 5 tháng 2 năm 2006. Bản gốc lưu trữ ngày 15 tháng 5 năm 2016. Truy cập ngày 10 tháng 5 năm 2007.—List of Belgian painters, linking to their biographies and artworks
175. ↑  Baudson, Michel (1996). "Panamarenko". Flammarion (Paris). Lưu trữ bản gốc ngày 7 tháng 2 năm 2007. Truy cập ngày 10 tháng 5 năm 2007.
176. ↑  Brussels, capital of Art Nouveau (page 1) Lưu trữ ngày 9 tháng 5 năm 2007 tại Wayback Machine,"ib. (page2)". Senses Art Nouveau Shop, Brussels. 2007. Bản gốc lưu trữ ngày 4 tháng 3 năm 2007. Truy cập ngày 11 tháng 5 năm 2007. (for example)
177. ↑  "Major Town Houses of the Architect Victor Horta (Brussels)". UNESCO's World Heritage List. UNESCO. Truy cập ngày 16 tháng 5 năm 2007. The appearance of Art Nouveau in the closing years of the 19th century marked a decisive stage in the evolution of architecture, making possible subsequent developments, and the Town Houses of Victor Horta in Brussels bear exceptional witness to its radical new approach.
178. ↑  "Western music, the Franco-Flemish school". Encyclopædia Britannica. 2007. Truy cập ngày 15 tháng 5 năm 2007. Most significant musically was the pervasive influence of musicians from the Low Countries, whose domination of the musical scene during the last half of the 15th century is reflected in the period designations the Netherlands school and the Franco-Flemish school.
179. ↑  Two comprehensive discussions of rock and pop music in Belgium since the 1950s:
"The Timeline—A brief history of Belgian Pop Music". The Belgian Pop & Rock Archives. Flanders Music Centre, Brussels. tháng 3 năm 2007. Truy cập ngày 7 tháng 6 năm 2007.
"Belgian Culture—Rock". Vanberg & DeWulf Importing. 2006. Bản gốc lưu trữ ngày 7 tháng 6 năm 2007. Truy cập ngày 11 tháng 5 năm 2007.
180. ↑  Grove, Laurence (2010). Comics in French: the European bande dessinée in context. Berghahn Books. ISBN 1-84545-588-6.
181. ↑  A review of the Belgian cinema till about 2000 can be found at"History of Cinema in Belgium". Film Birth. 2007. Bản gốc lưu trữ ngày 14 tháng 9 năm 2011. Truy cập ngày 26 tháng 6 năm 2011.
182. ↑  "Fashion and the 'Antwerp Six'". Dorset, UK: Fashion Worlds. 2004. Bản gốc lưu trữ ngày 19 tháng 4 năm 2007. Truy cập ngày 13 tháng 5 năm 2007.
183. ↑  "Processional Giants and Dragons in Belgium and France". UNESCO. Truy cập ngày 15 tháng 5 năm 2007.
184. ↑  "Folklore estudiantin liégeois" (bằng tiếng Pháp). University of Liège. Truy cập ngày 17 tháng 6 năm 2008.
185. ↑  "The Michelin stars 2007 in Belgium". Resto.be TM Dreaminvest. 2007. Bản gốc lưu trữ ngày 9 tháng 10 năm 2008. Truy cập ngày 15 tháng 5 năm 2007.
186. ↑  "Steak-frites". Epicurious. Bản gốc lưu trữ ngày 8 tháng 8 năm 2007. Truy cập ngày 12 tháng 8 năm 2007. Republished fromVan Waerebeek, Ruth; Robbins, Maria (tháng 10 năm 1996). Everybody Eats Well in Belgium Cookbook. Workman Publishing. ISBN 1-56305-411-6.
187. ↑  "Belgium". Global Gourmet. Bản gốc lưu trữ ngày 28 tháng 9 năm 2007. Truy cập ngày 12 tháng 8 năm 2007. Republished fromVan Waerebeek, Ruth; Robbins, Maria (tháng 10 năm 1996). Everybody Eats Well in Belgium Cookbook. Workman Publishing. ISBN 1-56305-411-6.
188. ↑  "Mussels". Visit Belgium. Official Site of the Belgian Tourist Office in the Americas. 2005. Lưu trữ bản gốc ngày 10 tháng 2 năm 2007. Truy cập ngày 12 tháng 8 năm 2007.
189. ↑  Elliott, Mark; Cole, Geert (2000). Belgium and Luxembourg. Lonely Planet. tr. 53. ISBN 1-86450-245-2.
190. ↑  Snick, Chris (ngày 18 tháng 10 năm 2011). "Nieuwe bierbijbel bundelt alle 1.132 Belgische bieren". Het Nieuwsblad (bằng tiếng Hà Lan). Bản gốc lưu trữ ngày 5 tháng 6 năm 2012. Truy cập ngày 8 tháng 11 năm 2017.
191. ↑  "Nieuwe bierbijbel met 1.132 Belgische bieren voorgesteld in Brugge". Krant van West-Vlaanderen (bằng tiếng Hà Lan). ngày 18 tháng 10 năm 2011. Bản gốc lưu trữ ngày 31 tháng 5 năm 2012. Truy cập ngày 30 tháng 11 năm 2021.
192. ↑  Ames, Paul (ngày 30 tháng 8 năm 2009). "Buying the World's Best Beer". Global Post. Truy cập ngày 19 tháng 11 năm 2010.
193. ↑  Guthrie, Tyler (ngày 11 tháng 8 năm 2010). "Day trip to the best beer in the world". Chicago Tribune. Bản gốc lưu trữ ngày 4 tháng 12 năm 2010. Truy cập ngày 19 tháng 11 năm 2010.
194. ↑  "Monks run short of 'world's best' beer". ABC. Reuters. ngày 12 tháng 8 năm 2005. Lưu trữ bản gốc ngày 10 tháng 3 năm 2009. Truy cập ngày 19 tháng 11 năm 2010.
195. ↑  "InBev dividend 2006: 0.72 euro per share—infobox: About InBev" (Thông cáo báo chí). InBev. ngày 24 tháng 4 năm 2007. Truy cập ngày 31 tháng 5 năm 2007. InBev is a publicly traded company (Euronext: INB) based in Leuven, Belgium. The company's origins date back to 1366, and today it is the leading global brewer by volume.
196. ↑  Task, Marijke; Renson, Roland; van Reusel, Bart (1999). Klaus Heinemann (biên tập). Organised sport in transition: development, structures and trends of sports clubs in Belgium. Schattauer Verlag. tr. 183–229. ISBN 3-7945-2038-6. {{Chú thích sách}}: Đã bỏ qua |work= (trợ giúp)
197. ↑  Wingfield, George (2008). Charles F. Gritzner (biên tập). Belgium. Infobase Publishing. tr. 94–95. ISBN 978-0-7910-9670-3.
198. ↑  Hendricks, Kelly (ngày 20 tháng 6 năm 2014). "Belgium's 10 most popular sports". The Bulletin. Truy cập ngày 26 tháng 10 năm 2014.
199. ↑  Majendie, Matt (ngày 18 tháng 4 năm 2005). "Great, but there are greater". BBC Sport. Truy cập ngày 20 tháng 9 năm 2007. [the Author's] top five [cyclists] of all time: 1 Eddy Merckx, 2 Bernard Hinault, 3 Lance Armstrong, 4 Miguel Indurain, 5 Jacques Anquetil
200. ↑  "Goalkeeping Greats" Goalkeepersaredifferent.com. Truy cập ngày 29 tháng 6 năm 2008.
201. ↑  "Belgium go top, Chile and Austria soar". FIFA. ngày 5 tháng 11 năm 2015. Bản gốc lưu trữ ngày 26 tháng 6 năm 2016. Truy cập ngày 30 tháng 3 năm 2016.
202. ↑  Woods, Bob (2008). Motocross History: From Local Scrambling to World Championship MX to Freestyle. Crabtree Publishing Company. tr. 19. ISBN 978-0-7787-3987-6.